# Compagnie des mines de Dourges

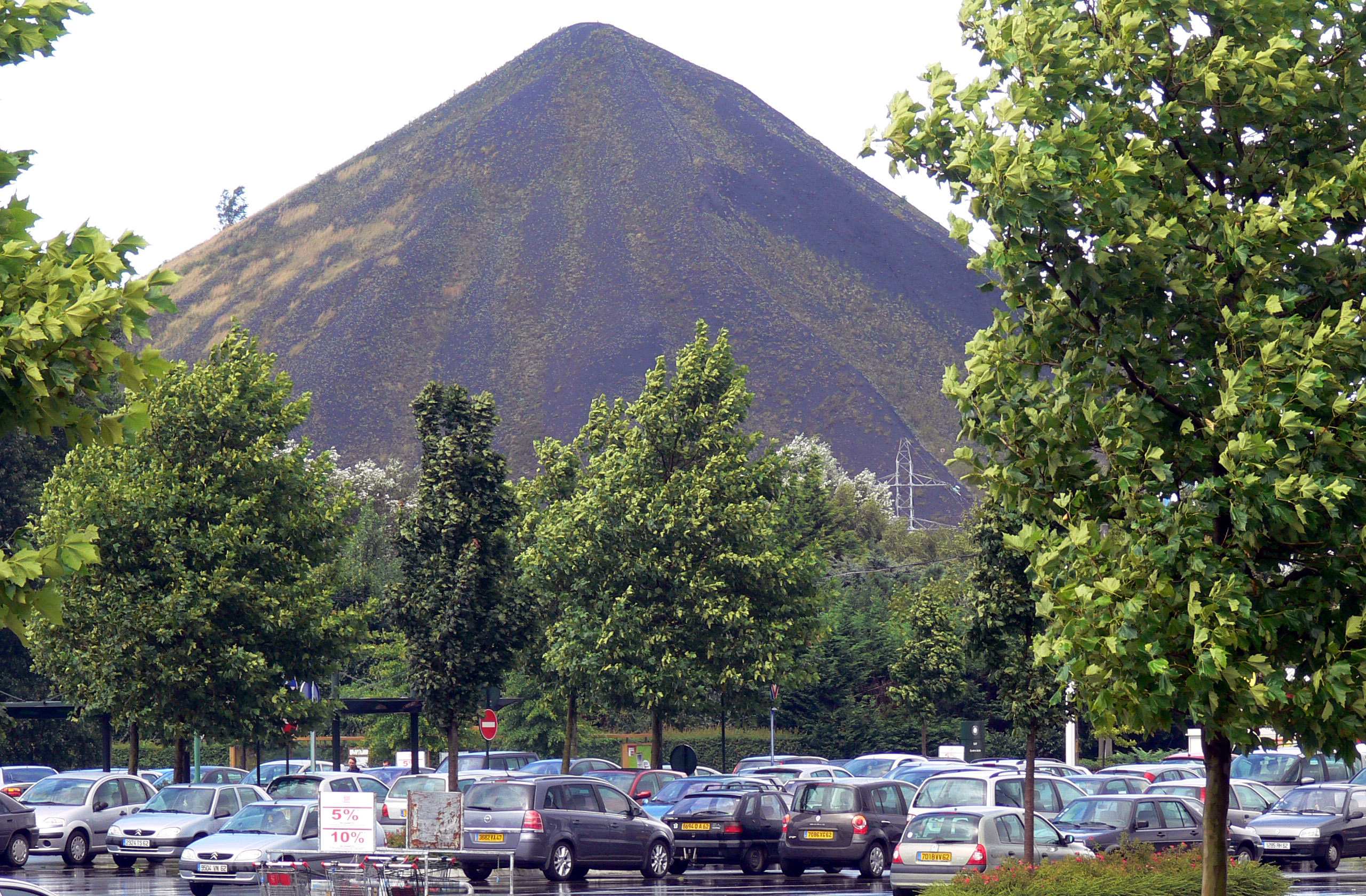
Le terril no 87 dit Lavoir Hénin Est est l'un des terrils les plus connus du bassin minier, il est ici photographié depuis le centre commercial Noyelles.

La Compagnie des mines de Dourges est une compagnie minière qui a exploité la houille dans le Bassin minier du Nord-Pas-de-Calais à partir de 1856, date à laquelle la fosse no 2 a commencé à produire. Les premiers travaux pour une fosse no 1 ont débuté en 1850, mais quatre ans plus tard, le puits menace de s'effondrer. Le puits no 2 est donc entrepris, toujours à Hénin-Beaumont à cinquante mètres de l'avaleresse. Puis sont successivement ouvertes la fosse no 3 à Hénin-Beaumont et no 4 à Noyelles-Godault. L'avaleresse no 5, dans cette même commune, est un échec. Les fosses nos 6 et 6 bis sont ensuite entreprises sur deux carreaux différents à Hénin-Beaumont et la fosse no 7 - 7 bis à Montigny-en-Gohelle. C'est à cette même période, dans les années 1890 - 1900 que les fosses nos 2, 3 et 4 se dotent d'un puits bis.
En 1919 commencent les travaux de la fosse no 8 - 8 bis à Évin-Malmaison dans le but d'exploiter la partie nord de la concession, puis au début des années 1930, l'ouverture de la fosse no 9 - 9 bis à Oignies, proche de fosses de la Compagnie des mines d'Ostricourt.
En 1946, la Compagnie est nationalisée. Dès lors, les fosses nos 2, 2 bis, 3 - 3 bis, 4 - 4 bis, 6, 6 bis et 7 - 7 bis intègrent le Groupe d'Hénin-Liétard avec les fosses des Compagnies de Courrières et Compagnie des mines de Drocourt, et les fosses nos 8 - 8 bis et 9 - 9 bis le Groupe d'Oignies avec les fosses des Compagnies de Carvin et Ostricourt. C'est la seule compagnie à avoir vu ses fosses réparties dans deux groupes. Ce dernier groupe ouvre à partir de 1956 la fosse no 10 destinée à concentrer la production des fosses aux alentours.
L'extraction sur le territoire de la concession mais aussi dans tout le bassin minier cesse le 21 décembre 1990 à la fosse no 9 - 9 bis. ces puits, ainsi que ceux des fosses nos 8 - 8 bis et 10 sont les derniers à avoir été remblayés dans la concession, et figurent parmi les derniers à l'avoir été dans le bassin minier. Au XXIe siècle, il subsiste encore de quelques vestiges de l'exploitation. Outre les terrils, dont les nos 87 et 92, dit Lavoir Hénin Est et Ouest, visibles depuis l'autoroute A1 et la LGV Nord, le chevalement du puits no 8 a été conservé, ainsi que le carreau entier de la fosse no 9 - 9 bis. En revanche, du siège de concentration moderne no 10, il ne subsiste plus qu'un château d'eau.

## Historique

### De la création à 1880

#### Premiers sondages
Dès 1841, Mme De Clercq, née Henriette Crombez, de la riche famille des Crombez de Tournai, par des travaux de forage no 146 (50° 27′ 59″ N, 2° 59′ 25″ E), commencés dans son parc, à Oignies dans le Pas-de-Calais a acquis la connaissance de l'existence du terrain houiller à une profondeur de 170 à 180 mètres. Le forage, entrepris pour procurer des eaux jaillissantes, ne peut plus atteindre ce but après la découverte du terrain houiller, et il aurait été abandonné, si cette même découverte n'avait pas engagé Mme De Clercq à la poursuivre pour constater plus complètement la consistance et la direction des couches de ce nouveau bassin houiller. C'est sur cette dernière et unique vue que le forage dont s'agit a été conduit jusqu'à une profondeur de plus de 400 mètres et a occasionné une dépense de plus de 100 000 francs.
Tels sont les termes dont se sert la Société des Mines de Dourges, pour expliquer sa découverte, en 1841, du prolongement du bassin houiller du Nord, dans un mémoire du 18 février 1853 au Conseil de préfecture du Pas-de-Calais, en réponse à une demande de la Compagnie de la Scarpe de remboursement de la dépense d'un sondage, exécuté par cette dernière Compagnie, à Évin-Malmaison, et compris dans la concession de Dourges. Les travaux de ce premier forage ont duré plusieurs années, en 1846 et 1847. Mme De Clercq et Louis-Georges Mulot, qui ont dirigé ce premier forage, ont cru devoir poursuivre leurs recherches. Ils ont d'abord fait deux nouveaux forages sur la commune de Dourges, aux lieux dits d'Harponlieu no 28 et des Peupliers no 148. Les forages poussés jusqu'à 250 mètres sont achevés dès la fin de 1847. En 1849 et 1850, MmeDe Clercq et Louis-Georges Mulot ont continué leurs travaux de recherches par deux nouveaux sondages, l'un à Dourges, près du village, no 9, et l'autre sur la commune d'Hénin-Liétard, no 147,.
La découverte du terrain houiller, puis de la houille, dans le parc de Mme De Clercq, à Oignies, est donc l'effet du hasard. Mais il est constant que c'est sur ce point qu'a été constaté pour la première fois la présence de terrain houiller au-delà de Douai.
La Compagnie des Canonniers de Lille a bien exécuté dès 1835 un sondage sur Flers, près du fort de Scarpe et l'a même poussé à 206,43 mètres de profondeur. Elle allait y atteindre certainement, dans quelques mètres, le terrain houiller, lorsqu'un éboulement l'oblige à abandonner ce sondage. En 1838, la Compagnie de Douai et Hasnon a aussi ouvert un sondage, plus à l'ouest, à Auby, mais, comme celui des Canonniers, il a dû être abandonné à 140 mètres dans la craie, par suite d'un accident. Ensuite le seul travail, ayant donné un résultat utile, a été le sondage de M. Soyez, en 1846, à l'Escarpelle, entrepris, sur la communication, en 1845, de M. de Bracquemont à la Compagnie de Vicoigne. Il ne paraît pas que ni l'un, ni l'autre de ces Messieurs ait eu connaissance alors de la rencontre du terrain houiller à Oignies, rencontre qui a été tenue secrète.
Si le sondage d'Oignies a découvert le premier le terrain houiller, c'est au sondage de l'Escarpelle que, pour la première fois, on a constaté officiellement la houille au-delà de Douai, et il n'est pas douteux que cette constatation officielle, l'ouverture d'une nouvelle fosse et de nouveaux sondages par la Compagnie de la Scarpe, n'aient exercé une influence décisive sur Mme De Clercq pour l'engager à poursuivre ses travaux de recherches, et à se mettre en mesure de créer une exploitation houillère. Elle entreprend donc en 1846 et 1847 deux nouveaux sondages, puis en 1849 deux autres sondages au sud et découvre la houille sèche et maigre dans les deux premiers et la houille grasse dans les deux derniers.

#### Concession

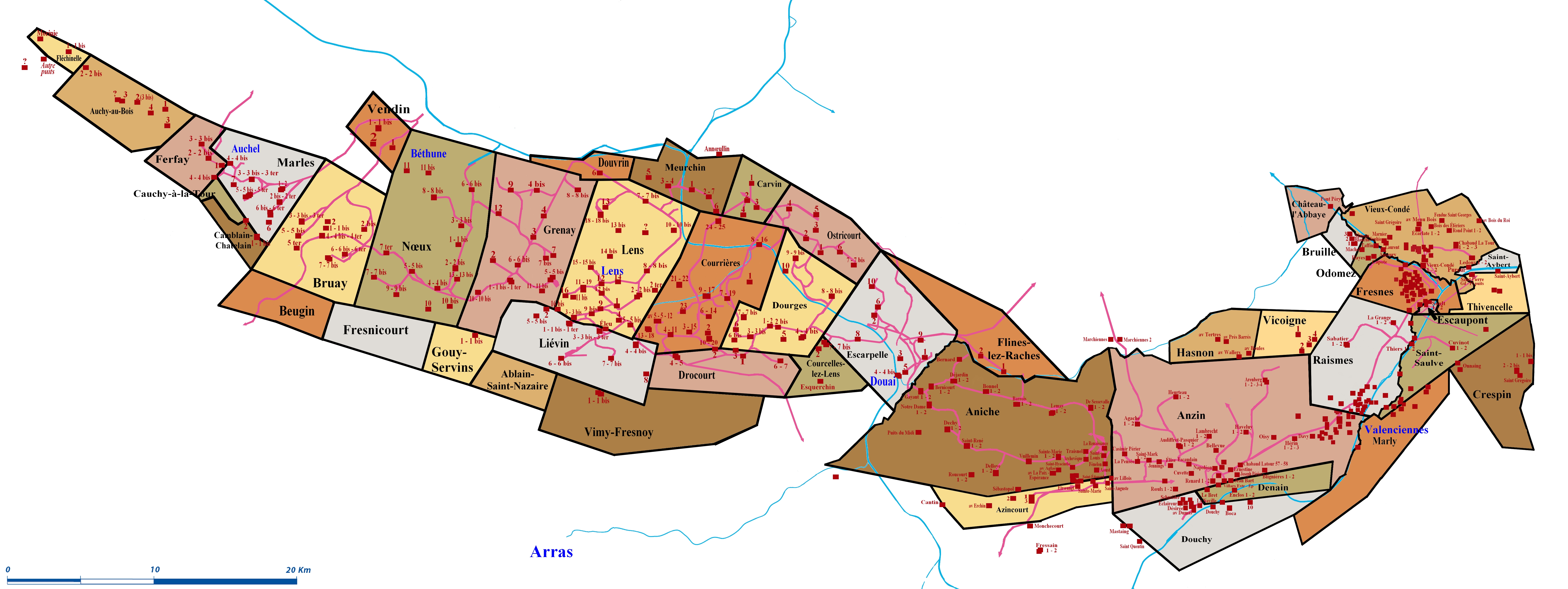
La concession de Dourges parmi celles du bassin minier hors Boulonnais.

À la fin de l'année 1848, Mme De Clercq et Louis-Georges Mulot présentent une demande de concession. Des prétentions rivales, de la part de la Compagnie de la Scarpe et de la Compagnie de Courrières, apportent des retards dans l'instruction de cette demande.
Enfin un décret du 5 août 1852 accorde à la dame veuve De Clercq et à Louis-Georges Mulot une concession s'étendant sur 3 787 hectares, sous le nom de Concession de Dourges. Cette concession a été, avec celles de Courrières, établie par un décret du même jour, la première concession instituée dans le nouveau bassin du Pas-de-Calais. Lorsque la Compagnie Douaisienne entreprend, en 1854, des recherches au nord des concessions instituées, la Compagnie de Dourges ouvre deux sondages nos 31 et 32 en dehors de sa concession, et formule en 1855 deux demandes d'extension, qui ont été rejetées.
De même lorsque la Compagnie de Drocourt a exécuté des recherches au midi qui ont rencontré le terrain houiller et la houille sous le terrain dévonien, la Compagnie de Dourges pousse, en 1876 et 1877, au sud de sa fosse no 3, renumérotée par la suite no 4, une galerie de reconnaissance qui a dépassé la limite de sa concession. Cette galerie est restée constamment dans le terrain houiller présentant des allures tourmentées,. Malgré cette demande en concurrence, une concession a été accordée à la Compagnie de Drocourt par décret du 22 juillet 1878.

#### Statuts
La Compagnie de Dourges a été fondée par actes passés devant Maître Du Rousset, notaire à Paris, les 22 septembre, 2 novembre et 4 décembre 1855. Les statuts ont été modifiés par délibérations des assemblées générales des 24 mars 1856 et 23 février 1861.
Voici l'analyse de ces statuts modifiés : la Société est purement civile. Elle prend la dénomination de Société de Dourges. Le siège et le domicile de la Société sont à Paris. Le capital social est fixé à 1 800 000 francs représentés par 1 800 actions de 1 000 francs. Elles sont libérées jusqu'à concurrence de 700 francs, soit d'une somme totale de 1 260 000 francs égale à la valeur des apports faits par les fondateurs : concessions, terrains, travaux, approvisionnements, outillage, etc. soit 820 000 francs, le montant des dépenses au 1er septembre 1855, et 440 000 francs, la valeur de la concession. Les actions sont au porteur ou nominatives au choix de leurs propriétaires.
Les fonds nécessaires pour continuer à mettre la concession en état d'exploitation sont évalués à 540 080 francs, soit 300 francs par action. Si cette somme était insuffisante, il pourrait être émis 300 nouvelles actions de 1 000 francs qui seront offertes de préférence aux actionnaires. La Société est gérée et administrée par six administrateurs qui sont Messieurs Mulot, Mortimer-Ternaux, Hély-d'Oissel, Duplan, mandataire de Mme De Clercq, Lelasseux et Collin. Ils doivent être propriétaires chacun de dix actions. En cas de décès, démission ou cessation de fonctions d'un administrateur, il sera remplacé par un autre associé, possédant ou représentant dix actions, élu par les administrateurs restants. Les administrateurs exercent tous les droits et sont investis de tous les pouvoirs de la Société. Le Conseil pourra déléguer à un ou plusieurs membres, ou même à une personne étrangère, tout ou partie de ses pouvoirs.
Chaque année il est prélevé, avant toute répartition, une somme pour le fonds de roulement qui s'élève selon les besoins et qui ne peut être moindre de 300 000 francs ; un fonds de réserve de 500 000 francs. On ne considère comme bénéfice que l'excédant des produits sur les dépenses, sans distinction entre les dépenses qui seraient représentées par une augmentation de la valeur du fonds social, et celles qui ne représenteraient que des salaires, des consommations ou des charges journalières. Chaque actionnaire ne peut demander d'autre communication que celle du bilan annuel et sommaire, tel qu'il a été dressé par le Conseil d'administration.
Tant que Mme De Clercq ou sa succession en ligne directe jusqu'au second degré inclusivement conserveront 400 actions au moins, cette dame ou sa succession auront le droit de nommer aux places d'administrateurs, actuellement remplies par cette dame et Louis-Georges Mulot, et à chaque fois que lesdits administrateurs viendront à cesser leurs fonctions par décès, démissions ou autrement. Les administrateurs se réuniront au moins douze fois par an. Ils auront droit à un jeton de vingt francs, au remboursement de leurs frais de voyage, et à une quotité de 10 % sur le dividende, après paiement des intérêts et des prélèvements attribués à la réserve, tant que le dividende ne dépassera pas 200 000 francs, et de 5 % sur toutes les autres sommes distribuées au même titre et qui dépasseront ce chiffre. Pour avoir droit d'assister à l'assemblée générale, il faut être propriétaire de dix actions au moins qui donnent droit à une voix. La même personne ne peut avoir plus de quarante voix.

#### Association avec les Compagnies d'Anzin et de Vicoigne
Mme De Clercq, étrangère aux affaires industrielles, s'assure le concours des Compagnies d'Anzin et de Vicoigne pour la direction, l'exécution et les dépenses de ses travaux. Sur les 1 800 actions de la Société, formée pour l'exploitation des mines de Dourges, Mme De Clercq, Louis-Georges Mulot et quelques personnes de leur entourage ont reçu 600 actions, la Compagnie d'Anzin en a pris 600, et la Compagnie de Vicoigne 600. Lorsqu'a paru le décret du 23 octobre 1852, interdisant les réunions de concession, la Compagnie de Vicoigne, qui n'a pas encore obtenu sa concession de Nœux, renonce à ses actions dans la société de Dourges. Mais la Compagnie d'Anzin conserve les siennes ; elle en augmente même le nombre, par suite du partage qui a été fait des 600 actions abandonnées par la Compagnie de Vicoigne et qui ont été partagées entre la Compagnie d'Anzin, Mme De Clercq et ses autres associés.
Plus tard, la Compagnie d'Anzin fait entre ses sociétaires, la répartition de ces actions, à raison de deux par chacun de ses deniers d'intérêt, ainsi qu'il résulte d'une circulaire du 20 juin 1857, adressée auxdits sociétaires, et dont voici quelques extraits :

« La découverte du bassin houiller du Pas-de-Calais intéressait vivement l'avenir, de notre Compagnie. La régie ne pouvait rester indifférente devant un événement aussi important. Après y avoir mûrement réfléchi, elle pensa qu'elle ne pouvait mieux faire que de s'intéresser aux entreprises nouvelles, pour être d'abord exactement instruite de ce qui s'y passerait ; secondement, pour contribuer à leur inspirer, dans l'intérêt commun, les principes de l'industrie sage et régulière ; troisièmement, enfin, pour prendre part à leur prospérité et se dédommager ainsi du tort qu'elle pourrait en recevoir, s'il arrivait que leur rapide développement nuisit au sien, ce qui jusqu'ici, ne s'est point réalisé. Elle saisit donc l'occasion qui lui fut offerte, de prendre un certain nombre d'actions dans l'une des Sociétés entre lesquelles ce bassin est aujourd'hui partagé, celle de Dourges, fondée par Mme De Clercq et Louis-Georges Mulot, société sérieuse, reposant sur les meilleures bases, n'ayant d'autre but que la bonne administration de sa concession, et offrant au gouvernement comme à ses actionnaires les plus larges garanties. Mais l'intervention du décret du 22 novembre 1852 et surtout l'interprétation qui en fut faite, bien qu'excessive, selon nous, a placé la Compagnie d'Anzin dans une fausse position vis-à-vis de l'administration, qui semble ne pas vouloir admettre qu'en matière de mines de la même nature, une Société possède des actions dans une autre Société. Dès lors, l'intention de la Régie fut de ne pas conserver les actions de la Compagnie dans la mine de Dourges, mais de les répartir entre ses associés. Toutefois, elle devait attendre les appels de fonds dont ces actions sont passibles. Plusieurs versements étaient encore à faire ; le dernier vient d'être opéré en devançant l'appel, et les actions à répartir sont entièrement libérées. »

La Compagnie de Vicoigne a aussi fait une association avec la Compagnie de Lens. Elle se propose de réunir les trois concessions de Nœux, Lens et Dourges, et d'en former une seule et grande entreprise. Ces trois Sociétés ont donc adressé au Gouvernement une demande en autorisation
de réunion de leurs concessions. Cette demande a été soumise aux enquêtes et affichée pendant quatre mois dans les concessions intéressées. Des oppositions nombreuses se sont produites, et le Gouvernement a rejeté la demande d'autorisation de réunion.

#### Travaux

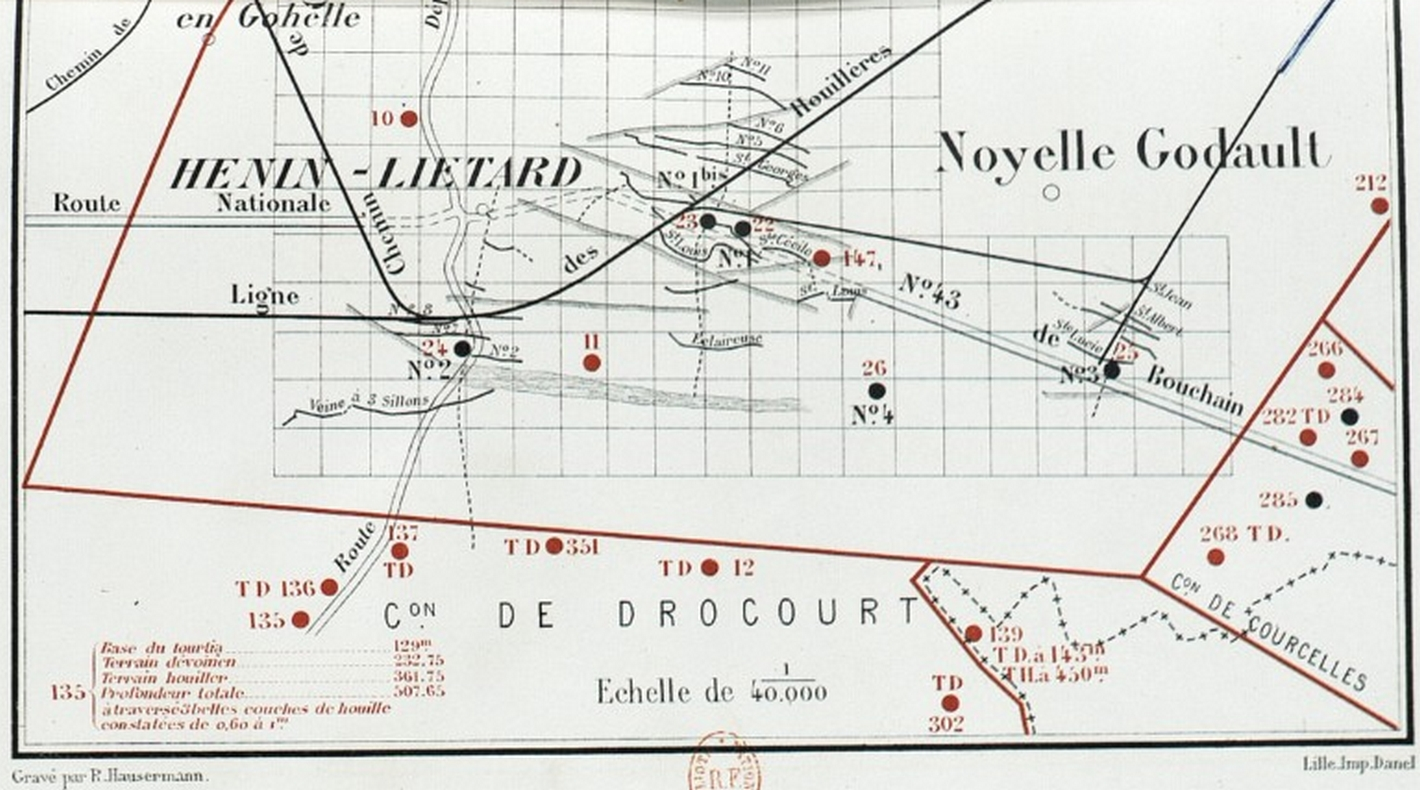
État des travaux vers 1880. Le nord de la concession n'a été exploité que tardivement au XXe siècle.

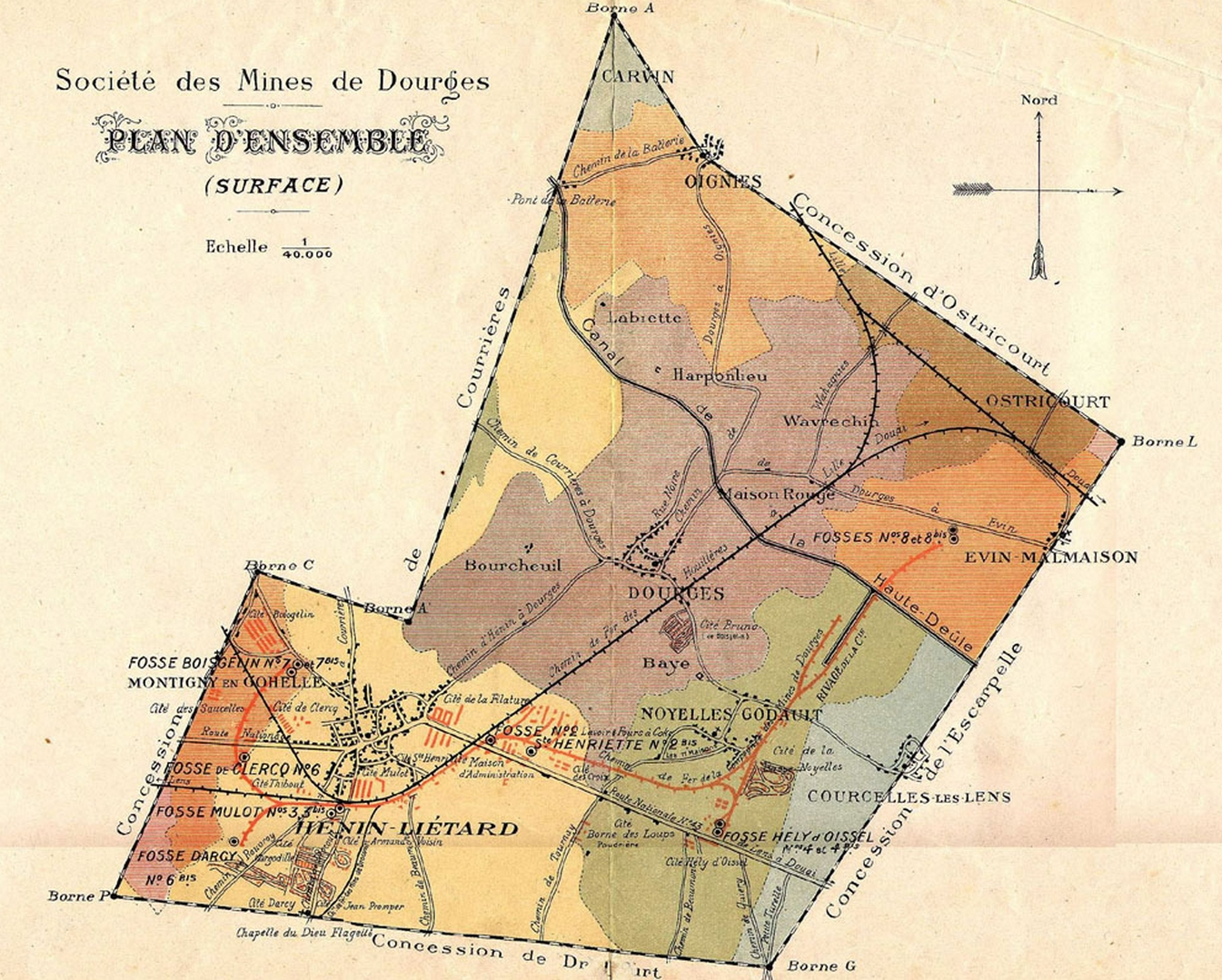
État des travaux dans les années 1920.

Louis-Georges Mulot, entrepreneur de sondages très connu, a exécuté le sondage d'Oignies, commencé en 1841, et qui a duré plusieurs années. Mme de Clercq l'a associé à la continuation de ses recherches dans les autres sondages exécutés de 1846 à 1850.
Louis-Georges Mulot, marchant sur les traces de son émule en sondages M. Kind, a voulu, comme ce dernier l'a fait dans les environs de Forbach, creuser un puits par le procédé du sondage. Il ouvre donc, à Hénin-Liétard, un puits (no 1) sur l'emplacement d'un forage de 104,55 mètres de profondeur, et il descend à l'intérieur, sur une hauteur de 65,75 mètres, un cuvelage circulaire formé de soixante douves ou pans verticaux, dont l'épaisseur varie de quinze à 25 centimètres. Le diamètre intérieur de ce cuvelage est de 3,10 mètres. Il se termine par un sabot en bois, ayant la forme d'un tronc de cône d'un mètre de hauteur et d'un diamètre de 3,84 mètres à sa partie supérieure et 3,41 mètres à sa partie inférieure. Ce sabot s'adapte dans une cavité de même forme creusée à l'alésoir, dans les bleus. Il devait suffire, pensait M. Mulot, à retenir les eaux du niveau et à les empêcher de pénétrer plus bas, comme le fait la boîte à mousse dans le système Kind-Chaudron. Au-dessus du sabot, et dans l'espace annulaire de vingt centimètres de largeur existant entre l'extérieur du cuvelage et le terrain, on a pilonné avec soin, sur une hauteur de 3,745 mètres, une couche d'argile très compacte que l'on a surmontée d'une couche de sable de 34 mètres. Une deuxième couche d'argile de 1,90 mètre a été pilonnée de manière à bien comprimer ce sable et à isoler les diverses nappes d'eau du niveau. Enfin, le restant de l'espace annulaire est rempli de sable jusqu'à la surface du sol.
On creuse ensuite le puits par le procédé habituel, et établit des trousses picotées et un cuvelage polygonal sur deux à trois mètres de hauteur, venant se raccorder avec le cuvelage en douves. Le travail a été exécuté ainsi qu'il vient d'être dit, et la continuation du puits au-dessous du niveau fut confiée, en 1853, à M. de Bracquemont, ingénieur-directeur des mines de Vicoigne, qui y installe un personnel compétent. Il y monte une machine d'extraction de 50 chevaux, à deux cylindres oscillants du système Cavé, et une machine d'épuisement Newcomen, louée par la Compagnie d'Anzin. Vers le milieu de l'année 1854, les eaux ont été épuisées jusqu'à 40 mètres de profondeur, lorsqu'on s'aperçoit que des pièces de cuvelage se sont dérangées et qu'il est nécessaire de les remettre en place. Malgré les travaux de consolidation, la suspension du cuvelage sur des tirants en fer, on a reconnu bientôt que le revêtement du puits allait s'écrouler et qu'il est impossible de continuer la reprise de la fosse. Elle a donc été abandonnée, après une dépense de 195 000 francs, et on en ouvre une nouvelle à côté, la fosse no 1 bis, plus tard renommée no 2. Elle a été commencée en août 1854. Le niveau a été traversé sans grandes difficultés avec la machine Newcomen montée précédemment sur la fosse Mulot, et deux pompes de 41 centimètres de diamètre.
Le terrain houiller était atteint en août 1855 à 144,80 mètres. La fosse a été approfondie à 180,80 mètres, et entre en exploitation en 1856. Elle a produit 16 000 tonnes pendant cette année et 40 000 en 1857. Les terrains sont accidentés, les veines irrégulières et l'extraction se réduit pendant les trois années suivantes, à 32 000, 29 000 et 26 000 tonnes.
En 1858, la Compagnie de Dourges ouvre une nouvelle fosse, no 2, plus tard renommée no 3. Le creusement en a été facile, car le puits arrivé à la profondeur de 250 mètres, ne coûte que 196 098 francs. Le terrain houiller y est atteint à 140 mètres ; il est assez irrégulier. Les deux fosses de Dourges ne produisent encore que 47 000 tonnes en 1861, 60 000 tonnes en 1862. L'extraction s'y
développe les années suivantes, mais jusqu'en 1875 elle reste comprise entre 100 000 et 115 000 tonnes. Une fosse no 3, plus tard renommée no 4, est commencée en 1867. Les travaux y sont suspendus pendant la guerre et n'ont été repris qu'en 1872.
Cette fosse est entrée en exploitation en 1877 seulement. Enfin, une quatrième fosse, no 4, plus tard renommée no 5, a été commencée en 1876, mais son fonçage a été suspendu en 1877, par suite de la difficulté d'écouler les produits de trois fosses en exploitation. La Compagnie de Dourges possède en 1880 trois fosses en exploitation, et une dont le creusement est suspendu.

#### Production
C'est en 1856 que l'exploitation de Dourges commence à produire. L'extraction de son premier puits, la fosse Sainte Henriette, a été de 16 263 tonnes en 1856, 40 344 tonnes en 1857, 32 876 tonnes en 1858, 29 069 tonnes en 1859, et 26 049 tonnes en 1860, soit un cumul de 144 601 tonnes. En 1861, son deuxième puits, la fosse Mulot, entre en production et son extraction s'élève successivement à 47 263 tonnes en 1861, 59 723 tonnes en 1862, 75 668 tonnes en 1863, 87 162 tonnes en 1864, 94 757 tonnes en 1865, 108 388 tonnes en 1866, 115 574 tonnes en 1867, 108 064 tonnes en 1868, et 108 818 tonnes en 1869, soit un cumul de 805 417 tonnes. Elle descend à 107 458 tonnes en 1870, 107 910 tonnes en 1871, 106 832 tonnes en 1872, 100 576 tonnes en 1873, et 108 808 tonnes en 1874, soit un cumul de 531 584 tonnes. Puis l'extraction s'élève progressivement à 128 646 tonnes en 1875, 131 480 tonnes en 1876, 163 305 tonnes en 1877, et 198 000 tonnes en 1878, soit un cumul de 621 481 tonnes sur la période, et un ensemble de 2 103 033 tonnes depuis l'origine.

#### Gisement

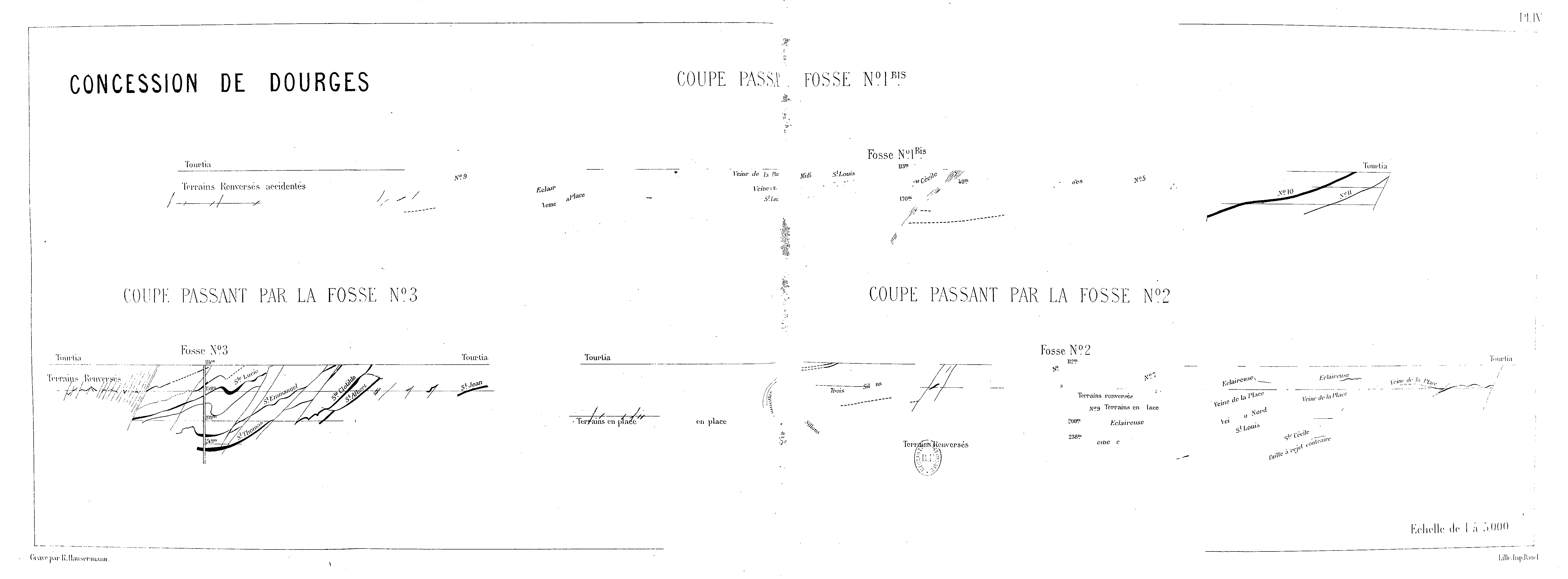
Coupes passant par les fosses nos 1 bis, 2 et 3 (nos 2, 3 et 4 après la renumérotation).

La Compagnie de Dourges possède trois fosses en exploitation, qui ont atteint le terrain houiller à la profondeur de 140 à 154 mètres. Elles sont toutes trois placées dans la partie méridionale de la concession, et fournissent des houilles grasses, plus ou moins gazeuses, dont la quantité de matières volatiles est
comprise entre 32 et 23 %.
M. Breton dans un mémoire couronné par la Société des sciences de Lille, dit que les fosses nos 2 et 3, par la suite renumérotées nos 3 et 4, ont exploré sur 750 mètres le terrain houiller et reconnu 80 couches de houille de toute épaisseur depuis un centimètre jusqu'à 1,50 mètre. Les couches sont presque horizontales, même vers le sud de la fosse no 3, future no 4, où elles sont renversées, et n'ont qu'une inclinaison de quinze à vingt degrés. Elles sont coupées par de nombreuses failles, et sont assez irrégulières.
M. Breton classe les houilles de Dourges en trois catégories : faisceau très gras reconnu sur une épaisseur de 300 mètres, tenant de 28 à 32 % de matières volatiles ; faisceau gras reconnu sur une épaisseur de 190 mètres, tenant de 25 à 28 % de matières volatiles ; faisceau demi-gras reconnu sur une épaisseur de 260 mètres, tenant de 23 à 25 % de matières volatiles. Il donne ensuite dans le tableau ci-contre les noms et les épaisseurs de chaque veine de ces trois faisceaux, rangées en trois catégories : les veines très exploitables, ou très productives ; les veines exploitables dans les parties régulières ; les veinules qu'il est impossible d'exploiter.

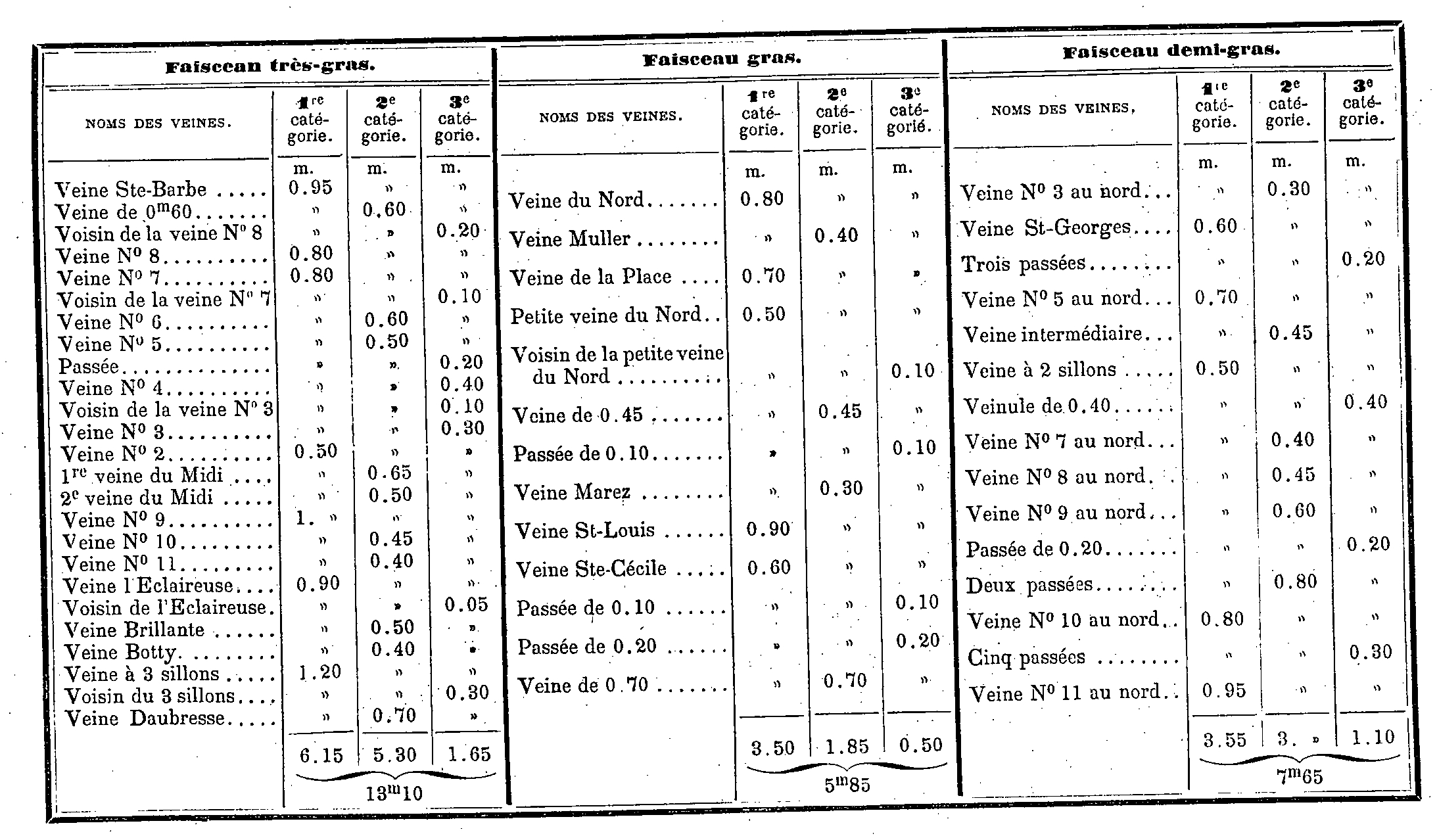
Les différentes veines de houilles rencontrées dans la concession.

Ainsi la Compagnie de Dourges connait, en 1872 17 couches de houille de 50 centimètres à 1,20 mètre, d'une exploitation très avantageuse, et d'une épaisseur totalisée de 13,20 mètres de houille ; vingt couches de 30 à 80 centimètres, exploitables dans les parties régulières, présentant ensemble 10,15 mètres de houille ; et seize couches de dix à quarante centimètres, inexploitables; d'une épaisseur totalisée de 3,25 mètres. Il y a au total 53 couches, donnant en épaisseur de houille 26,60 mètres.
En rapportant ces épaisseurs à cent mètres de terrain houiller. M. Breton obtient pour le faisceau très gras, 4,36 mètres d'épaisseur en charbon pour 100 mètres, pour le faisceau gras, 3,07 mètres, et pour le faisceau demi-gras, 3,94 mètres, soit une moyenne de 3,54 mètres d'épaisseur pour 100 mètres de terrain houiller.
Depuis l'étude de M. Breton, exécutée en 1872, les travaux de Dourges se sont développés, et ont fourni des indications plus complètes sur le gisement de ces mines. Comme on peut en juger par la carte et les coupes verticales ci-jointes, récemment établies, ce gisement est fortement accidenté et coupé par de nombreuses failles. Il comprend seize couches de houille exploitables fréquemment interrompues, il est vrai, mais dont onze présentent une épaisseur de charbon de 70 à 90 centimètres, et une même 1,30 mètre, qui fournissent de belles et bonnes houilles, très appréciées par les consommateurs.

#### Dépenses

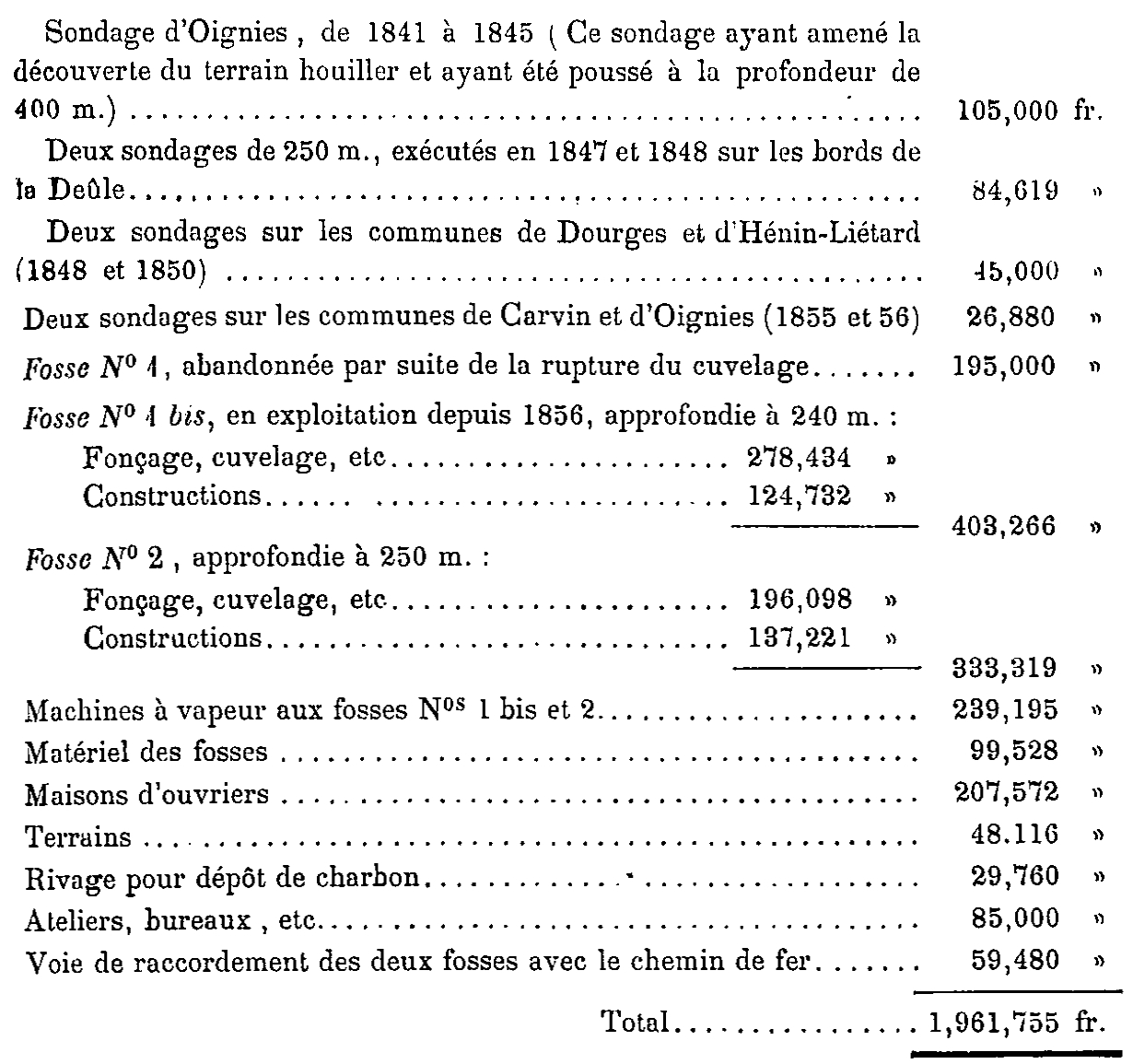
Dépenses à la fin de 1860.

Au 1er septembre 1855, d'après l'acte constitutif de la Société, il a été dépensé 820 000 francs. M. Burat dans les Houillères de la France en 1866 donne le montant des dépenses faites par la Compagnie de Dourges, à la fin de 1860 :
Ainsi, du 1er septembre 1855 au 31 décembre 1860, il a été dépensé en travaux neufs 1 141 755 francs, soit en moyenne plus de 200 000 francs par an. Dans ce chiffre de 1 961 735 francs ne sont compris ni les approvisionnements, ni le fonds de roulement. Si l'on tient compte de
ces deux articles on arrive à deux millions et demi pour la dépense faite en 1860. Pendant cette année, la production n'a été que de 26 000 tonnes. Elle s'élève en 1861 à 47 000 tonnes, et jusqu'en 1874 elle ne dépasse pas 110 000 tonnes.
Depuis 1860, la Compagnie de Dourges a eu à faire de nouvelles et importantes dépenses en matériel, outillage, creusement de fosses, constructions, etc., pour porter sa production à 198 000 tonnes, chiffre de 1878, et son capital immobilisé doit atteindre en 1880 sept à huit millions, ou 35 à 40 francs par tonne extraite.

#### Dividendes
La Compagnie de Dourges n'a émis que 1 800 actions. Aussi, malgré une production peu considérable, elle a pu répartir, à ce petit nombre d'actions, des dividendes
assez importants. D'après le Journal des mines du 1er décembre 1858, il a déjà été distribué à cette date un dividende de 50 francs par action.
Ce qui est certain, c'est qu'il a été réparti en 1860 et 1861 un dividende de 60 francs, en 1862 70 francs, en 1863 80 francs, en 1864 90 francs, en 1865 120 francs, en 1866 200 francs, et en 1867 250 francs. Le dividende descend à 200 francs pendant chacune des années 1868, 1869 et 1870. Il remonte à 220 francs en 1871, 225 francs en 1872, 300 francs en 1873, 1874 et 1875. Il tombe ensuite, par l'abaissement des prix de vente des houilles, et malgré un très notable accroissement de la production à 150 francs en 1876 et 125 francs en 1877 et 1878.

#### Valeur des actions
Les 1 800 actions formant le capital de la Compagnie de Dourges ont été émises en 1855 à 1 000 francs. Dès la fin de l'année 1859, elles se vendent 2 500 francs. Elles montent, en 1861, à 3 000 francs pour redescendre, en 1862 et 1863, à 2 400 francs. Elles sont cotées en 1864 à 3 000 francs et en 1868, à 3 800 francs.
Au début de la crise houillère de 1872-75, elle valent 4 200 francs. Il se fait peu de transactions, et, vers la fin de 1874, on les voit paraître tout à coup à la cote de la Bourse de Lille à 13 000 francs, en janvier 1875, à 15 400 francs et en août, à 21 800 francs. Ce dernier prix est le maximum qui ait été atteint. Il n'est réellement en rapport ni avec l'extraction 100 à 130 000 tonnes, ni avec le dividende de 300 francs distribué. Aussi la valeur des actions tombe, au commencement de 1876, à 14 800 francs, et à la fin de la même année, à 10 000 francs. Elle remonte, en mars 1877, à 11 250 francs pour redescendre, quelques mois après, à 8 500 francs, et, fin 1878, à 7 300 francs. Le prix de vente en mars 1879 est de 7 000 francs.

#### Prix de revient
D'après les états de redevances, le prix de revient des mines de Dourges a été de 10,29 francs la tonne en 1873, et de 11,39 francs la tonne en 1874.

#### Prix de vente
En 1869, le prix moyen de vente est à Dourges de 13,28 francs la tonne, et en 1872 de 13,50 francs. Il monte pendant la crise houillère en 1873, à 22,31 francs, le maximum atteint. Puis il descend à 20,33 francs en 1874, 11,93 francs en 1876, 14,52 francs en 1877 et 13,10 francs en 1878.
Les chiffres ci-dessus sont extraits des rapports des ingénieurs des mines, ainsi que les renseignements suivants : en 1877 l'extraction de gros est de 4 962 tonnes, de tout venant, 141 141 tonnes et d'escaillage 10 600 tonnes, soit un total de 163 305 tonnes. La consommation des machines est de 6 671 tonnes et celle des autres foyers 4 402 tonnes, soit un ensemble de 11 073 tonnes. La vente dans le Pas-de-Calais aux industries diverses est de 25 599 tonnes et de 9 438 tonnes pour le chauffage domestique, soit un cumul de 35 031 tonnes. Dans le Nord, la vente est de 35 910 tonnes, et 89 085 tonnes sont vendues en dehors du Nord-Pas-de-Calais. Le total de la vente est de 160 032 tonnes. La vente et consommation sont de 171 105 tonnes.
Le vente est respectivement en 1876 et 1879 de 14 854 et 15 176 tonnes par voitures, 27 935 et 45 939 tonnes par bateaux, 75 000 et 98 317 tonnes par chemin de fer, soit un total de 117 789 et 160 032 tonnes. La consommation de la mine est de 8 890 et 11 073 tonnes, soit un ensemble de 126 679 et 171 105 tonnes.
| Année   | Ouvrier du fond | Ouvrier de toute espèce |
| ------- | --------------- | ----------------------- |
| 1869    | 208             | 197                     |
| 1871    | 206             | 189                     |
| 1872    | 212             | 182                     |
| 1873    | 204             |                         |
| 1874    | 207             |                         |
| 1876    | 174             |                         |
| 1877    | 179             | 159                     |
| 1878    | 186             | 166                     |
| Moyenne | 197             | 179                     |

#### Ouvriers
La Compagnie de Dourges a employé successivement 567 ouvriers en 1869, dont 522 au fond et 45 au jour, 569 ouvriers en 1871, dont 522 au fond et 47 au jour, 585 ouvriers en 1872, dont 503 au fond et 82 au jour, 1 027 ouvriers en 1877, dont 910 au fond et 117 au jour, et 1 188 ouvriers en 1878, dont 1 059 au fond et 129 au jour.
| Année | Montant global. | Par ouvrier. |
| ----- | --------------- | ------------ |
| 1869  | 531 997         | 936          |
| 1870  | 521 904         |              |
| 1871  | 589 144         | 1 039        |
| 1872  | 607 393         | 1 038        |
| 1873  |                 | 1 015        |
| 1874  |                 | 1 231        |
| 1876  |                 | 1 066        |
| 1877  | 1 093 654       | 1 074        |
| 1878  | 1 264 948       | 1 005        |

#### Salaires
D'après les rapports des ingénieurs, les Mines de Dourges ont distribué à leurs ouvriers en salaire :

#### Grève de 1872
Le 16 juillet 1872, cinq cents ouvriers de Dourges se mettent en grève. Ils réclament une augmentation des salaires, le partage de la caisse de secours, et différentes modifications dans le règlement des conditions de travail. On a dû céder, au moins en partie, à leurs exigences. La demande des houilles étant considérable, on manque partout d'ouvriers. Cette grève n'était que le prélude de celle qui éclate quelques jours plus tard à Courrières, puis à Anzin, à Aniche et dans d'autres houillères, et qui a amené une augmentation générale de 8 % dans les salaires. La journée type a été portée de trois francs à 3,25 francs.
Un peu plus tard, en février 1873, une nouvelle augmentation, mais cette fois spontanée, est apportée aux salaires. Le prix de la journée est porté à 3,50 francs.

#### Maisons d'ouvriers

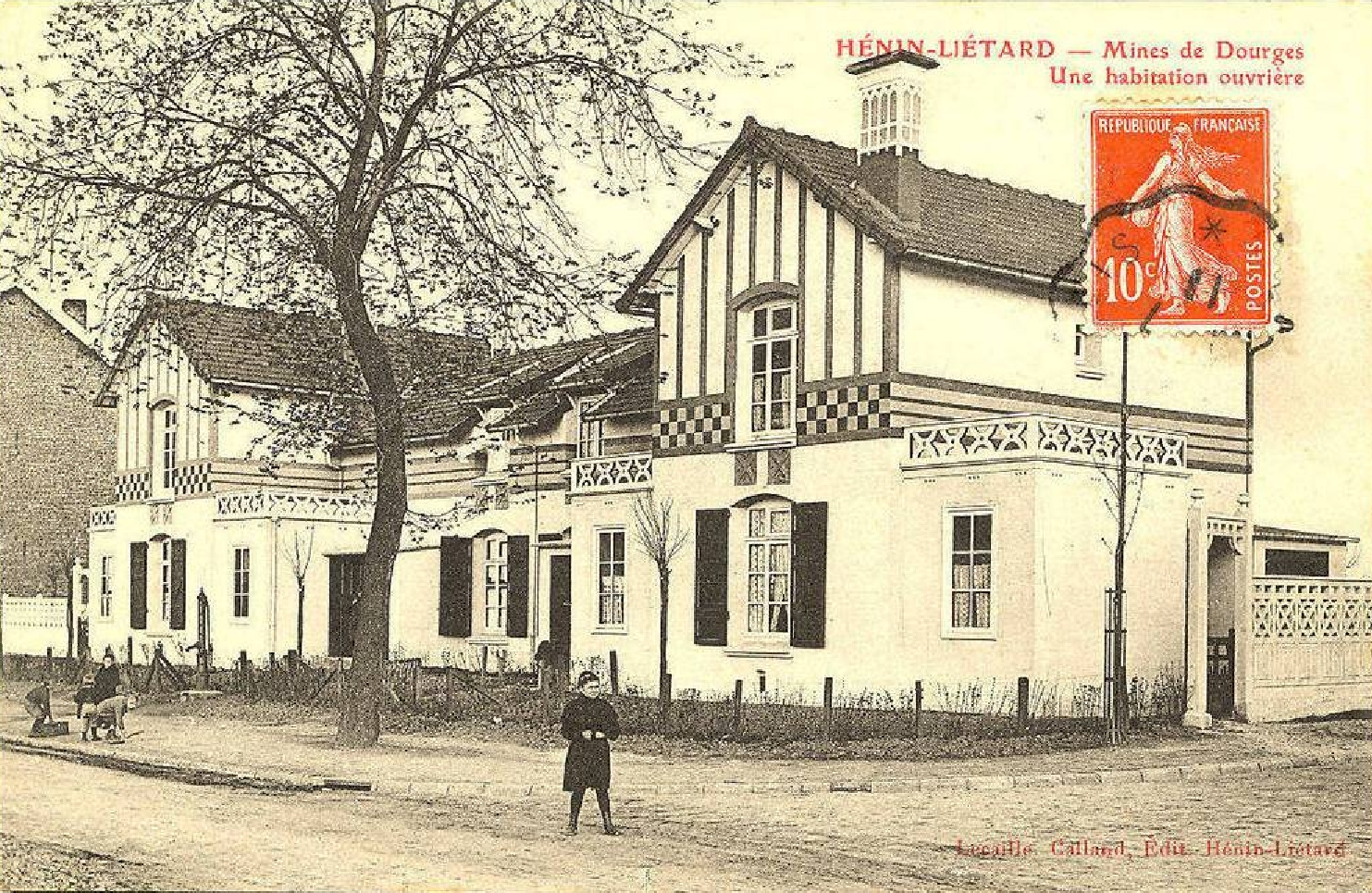
Une habitation ouvrière à Hénin-Beaumont.

Dès 1855, la Compagnie fait construire 26 maisons d'ouvriers. Elles reviennent seulement à 1 600 francs l'une, non compris la valeur du terrain. En 1856, elle construit quarante autres maisons et successivement elle en élève le nombre à 303, chiffre de 1880. Chaque maison logeant en moyenne 1,70 ouvrier, la Compagnie de Dourges fournit l'habitation à 515 de ses ouvriers, sur 1 188 qu'elle occupe, soit près de la moitié de son personnel.
La construction de ces 303 maisons a coûté 816 838,40 francs, soit 2 700 francs pour chacune d'elles, valeur du terrain comprise. Le produit net des loyers, déduction faite des réparations et des contributions est de 9 386,20 francs ou de 30,97 francs par maison, ou encore de 1,16 % du capital engagé.

#### Caisse de secours
Une caisse de secours a été établie aux mines de Dourges en 1866. Elle est alimentée par une retenue de 3 % sur les salaires, une subvention de 1 % par la Compagnie, l'abandon des amendes et les intérêts des fonds. Elle est administrée par une commission composée de chefs et d'ouvriers, ceux-ci nommés par leurs camarades. Elle accorde aux ouvriers blessés ou malades, un secours égal à 40 % dans le premier cas et 30 % dans le second, de leur salaire moyen. Elle paye des pensions aux vieux ouvriers, à leurs veuves et à leurs orphelins. Enfin elle satisfait aux charges habituelles des caisses de secours ordinaires.
À la fin de l'année, les écritures de la caisse de secours sont arrêtées. L'excédant des recettes sur les dépenses, après prélèvement d'une part mise à la réserve, est partagée entre tous les ouvriers, proportionnellement aux versements de chacun d'eux. Pour l'exercice 1877-78, les ressources de la caisse se sont élevées à 54 933,21 francs et les dépenses à 32 065,60 francs. L'excédant de recettes de 22 867,61 francs a été attribué à la réserve pour 5 716,90 francs et aux ouvriers pour 17 150,71 francs.

### Après 1880

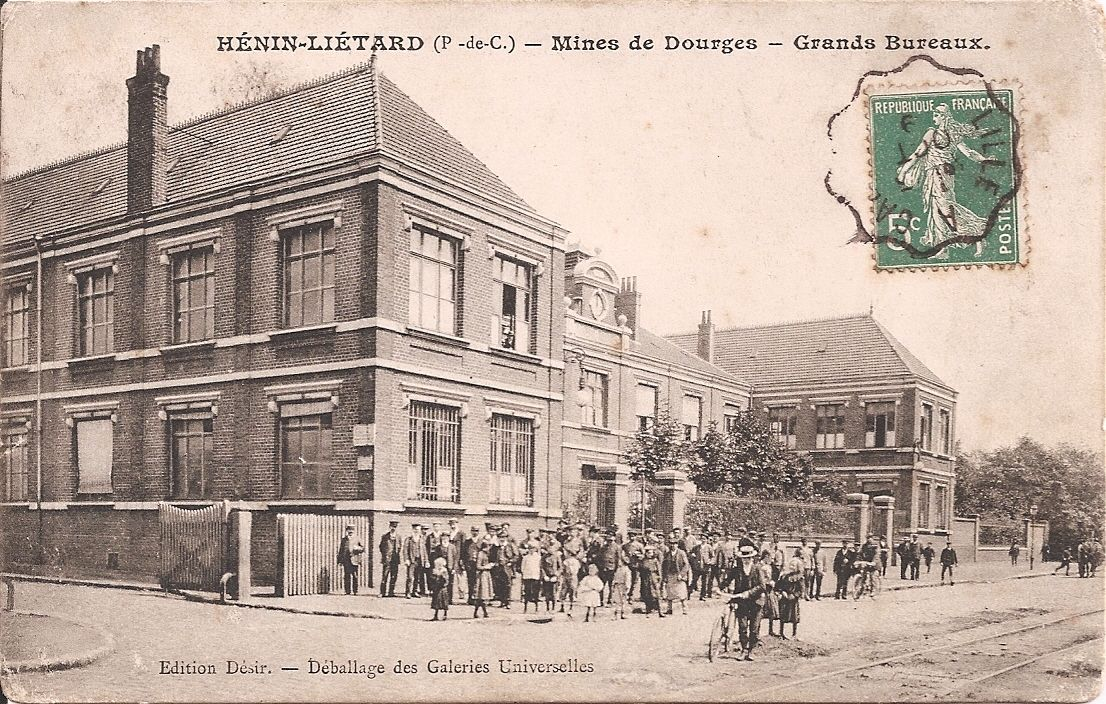
Grands bureaux de la Compagnie des mines de Dourges à Hénin-Liétard vers 1905.

Les travaux de fonçage du puits no 6 débutent en mai 1885, pour une entrée en exploitation en 1888. Vers 1885, 500 mineurs de la fosse Mulot (no 3) se mettent en grève afin de protester de la sévérité de leur ingénieur M. Martin. Les mineurs participent massivement aux grèves de 1889 et 1891. En 1895, Mme De Clercq, Messieurs Boisgelin, Darcy, Hély d'Oissel, Crombez et Cornuault siègent au conseil d'administration. M. Voisin est aidé de M. Rouy à la direction des services techniques. La Compagnie possède un lavoir, 60 fours à coke, 7,5 kilomètres de chemins de fer et un quai d'embarquement. Ses fosses lui permettent de produire 572 672 tonnes de charbon et 40 000 tonnes de coke, en employant 2 700 ouvriers. En 1897, la Compagnie emploie 2 800 hommes, 600 enfants et deux femmes.
En 1904, la Compagnie produit un million de tonnes de charbon et 120 000 tonnes de coke. Elle emploie 4 538 ouvriers, dont 3 470 au fond. En 1910, la Compagnie emploie 2 300 hommes au fond, et 929 au jour, 606 000 tonnes sont produites. M. Prudhomme est directeur, M. Méchain est ingénieur en chef. En 1913, 1 442 710 tonnes de houille sont produites. Pendant la Première Guerre mondiale, les cuvelages de tous les puits sont minés, et les travaux souterrains inondés. Avant leur retraite, les Allemands détruisent aussi les usines de lavag, les fours à coke et les lignes de chemins de fer. La production est en 1918 réduite à néant, alors qu'en 1917, elle n'est que de 32 000 tonnes. Après guerre, la Compagnie possède une caisse de secours, 2 147 maisons, deux écoles ménagères, six consultations de nourrissons et un hôpital ; 4 360 ouvriers travaillent au fond, 1 792 au jour.
En 1938, la production est de 1 745 862 tonnes de houille, 282 661 tonnes de coke et 37 000 tonnes de boulets et possède 6 677 mineurs et 2 129 ouvriers au jour. En 1939, le directeur-général de la Compagnie est M. Waymel. La Compagnie possède un triage à chaque fosse, deux lavoirs, trois batteries de 130 fours à coke, une usine de récupération de goudron, et une usine à boulets. Elle possède également deux caisses de secours, 4 022 maisons, trois groupes scolaires, deux écoles ménagères, neuf locaux de consultations pour les maladies et un hôpital.

## Les fosses

### Avaleresseno1
50° 25′ 14″ N, 2° 57′ 49″ E
1850 - 1854
La fosse no 1 est creusée au trépan par Louis-Georges Mulot à Hénin-Beaumont et revêtue d'un cuvelage à douves verticales en bois, d'un diamètre intérieur de 3,10 mètres. Lorsqu'on a voulu vider la fosse, les douves se sont déplacées et se sont éboulées dans le puits, les parois du puits menacent de s'écrouler. On a dû renoncer à poursuivre le travail de ce puits, qui a été abandonné en 1854, à la profondeur de 104 mètres,, 195 000 francs y ont été dépensés. La fosse est restée à l'état d'avaleresse. La tête du puits no 1 n'est pas matérialisée, le puits n'est pas surveillé par le BRGM.

### Fosseno2Sainte Henriette

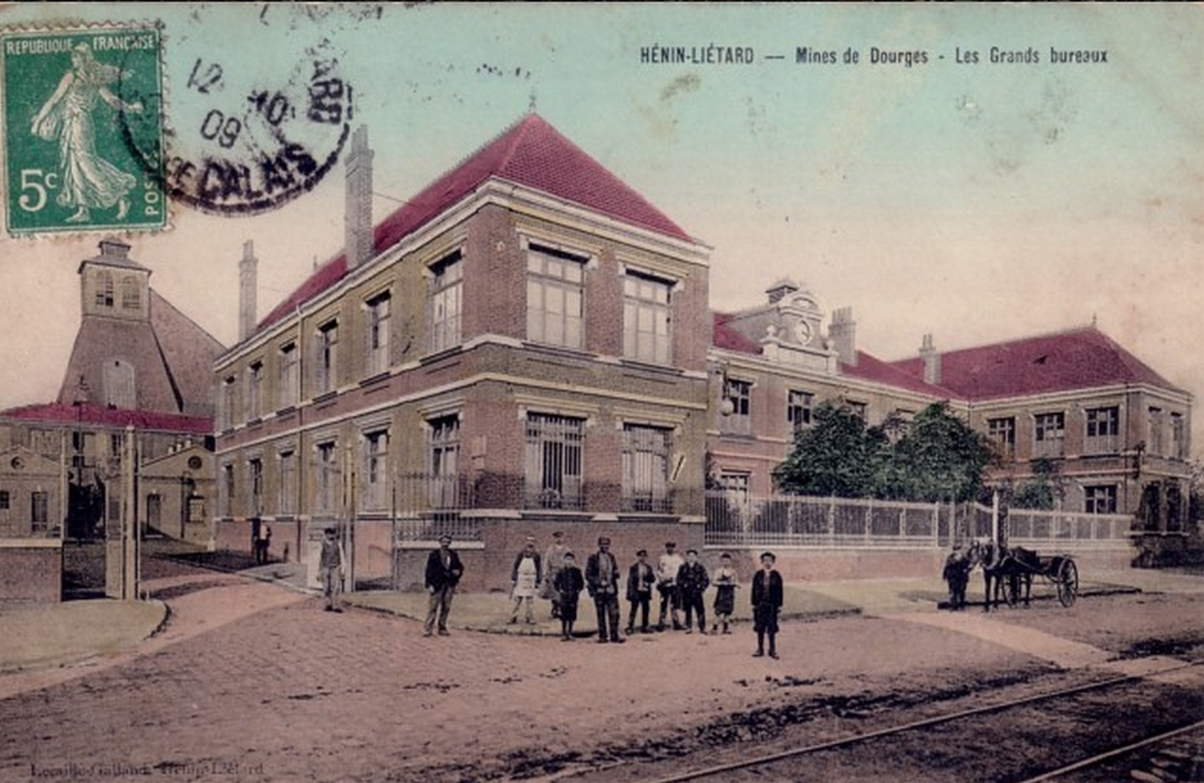
Photochrome de la fosse no 2 en 1909.

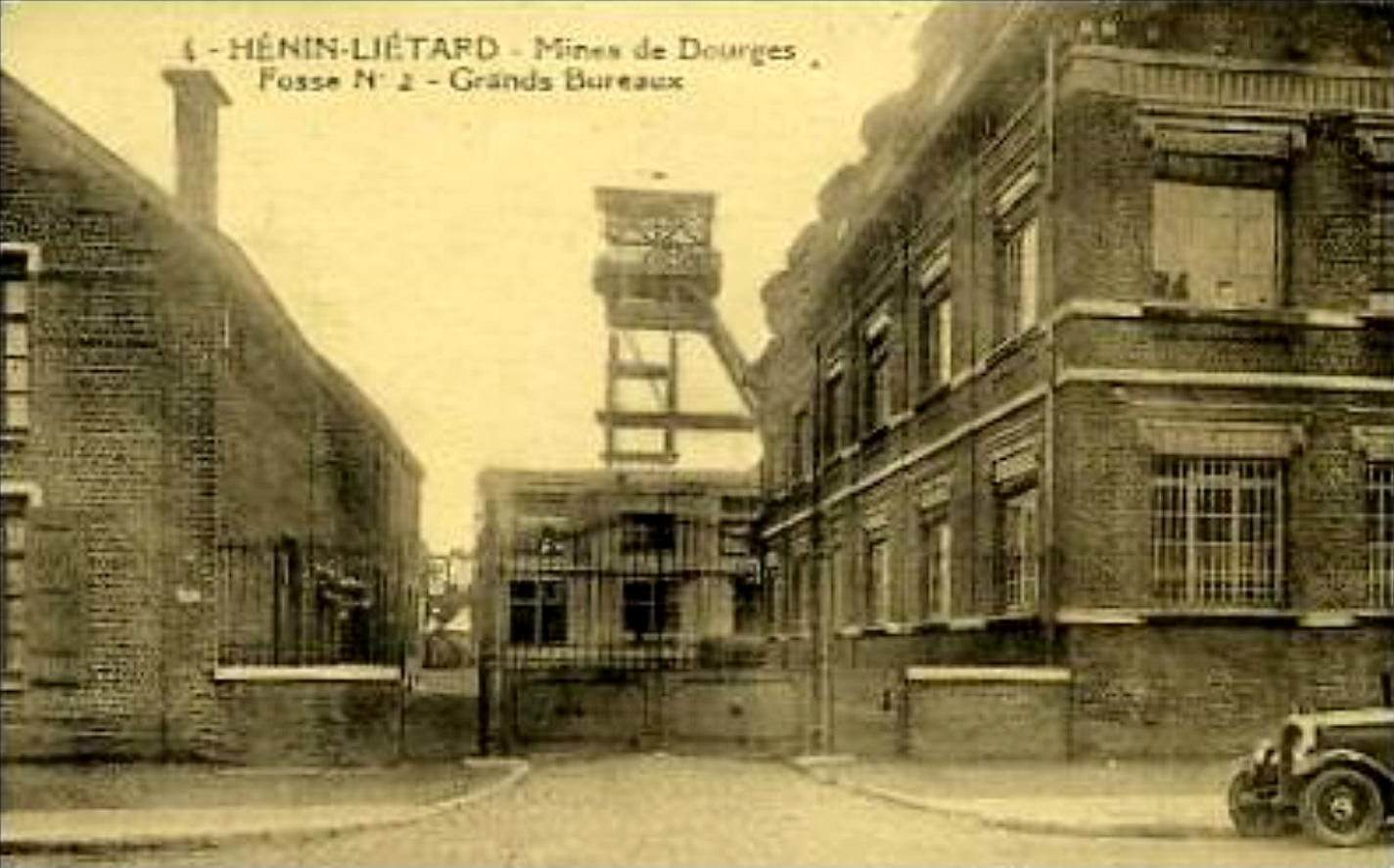
La fosse no 2 reconstruite après-guerre.

50° 25′ 14″ N, 2° 57′ 47″ E
1854 - 1967
La fosse no 1 bis, ou Henriette (ou Sainte Henriette), plus tard renumérotée no 2, est mise en chantier à partir de 1854 près de l'avaleresse no 1 à Hénin-Beaumont,. Le terrain houiller est atteint à 154 mètres, ou 144,80 mètres en août 1855. La fosse entre en exploitation en mars 1856, avec une profondeur de 180,80 mètres,. Le fonçage et le cuvelage de ce puits, jusqu'à 240 mètres, a coûté 278 434 francs. Le passage du niveau est facile et ne fournit pas au-delà d'un hectolitre d'eau par minute. Celui-ci est franchi grâce à la pompe Newcomen et à deux pompes de 41 centimètres de diamètre. Les terrains sont irréguliers. La fosse produit 40 000 tonnes en 1857. En 1858, 378 875 hectolitres de houille sont produits, soit 1 900 hectolitres par jour.
Le puits no 2, profond de 525 mètres, est remblayé en 1967, le chevalement est démoli en 1984. La tête du puits no 2 est matérialisée, ce qui permet sa surveillance par le BRGM.

### Fosseno2bis
50° 25′ 12″ N, 2° 58′ 10″ E
1901 - 1971

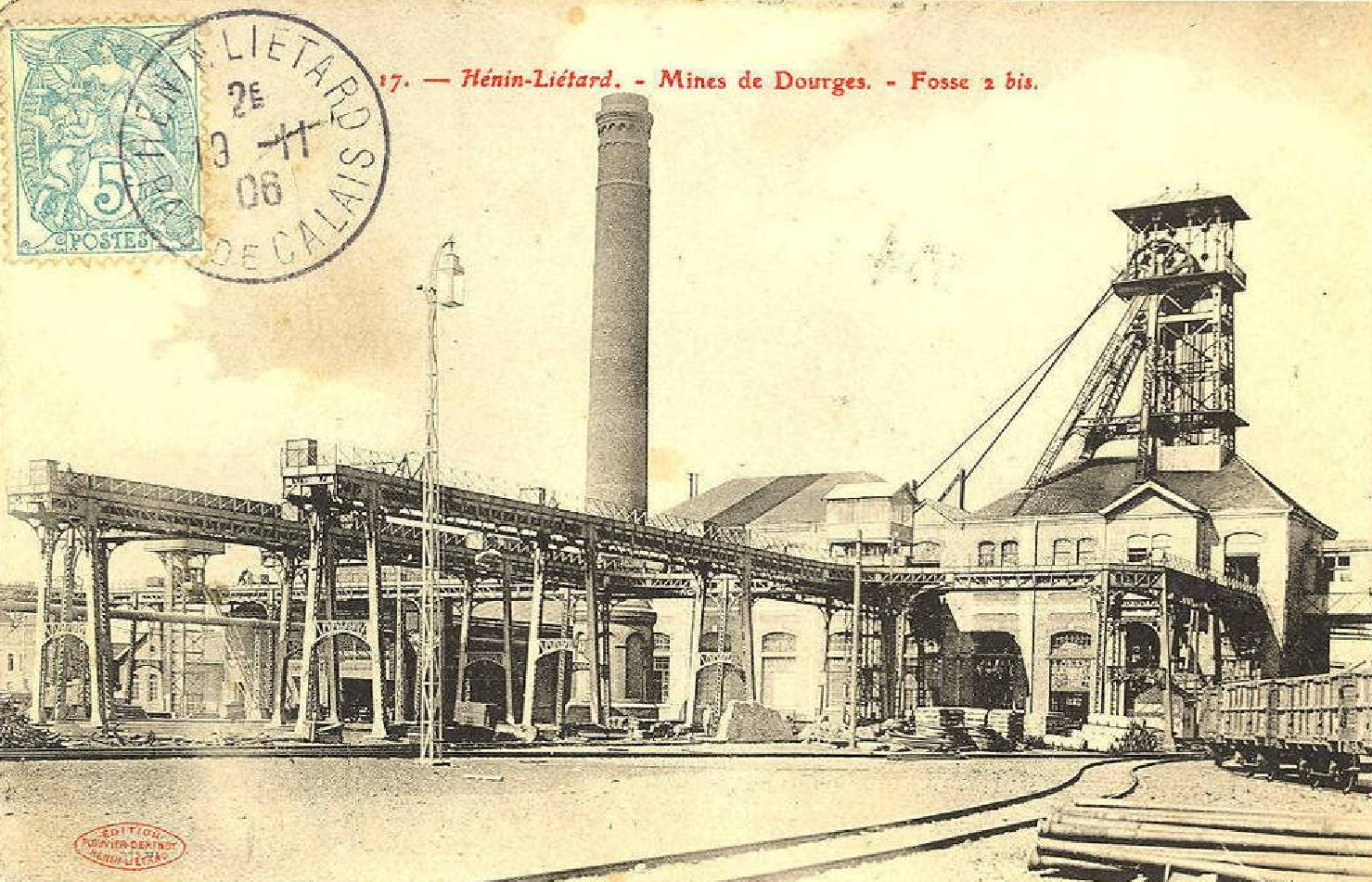
La fosse no 2 bis.

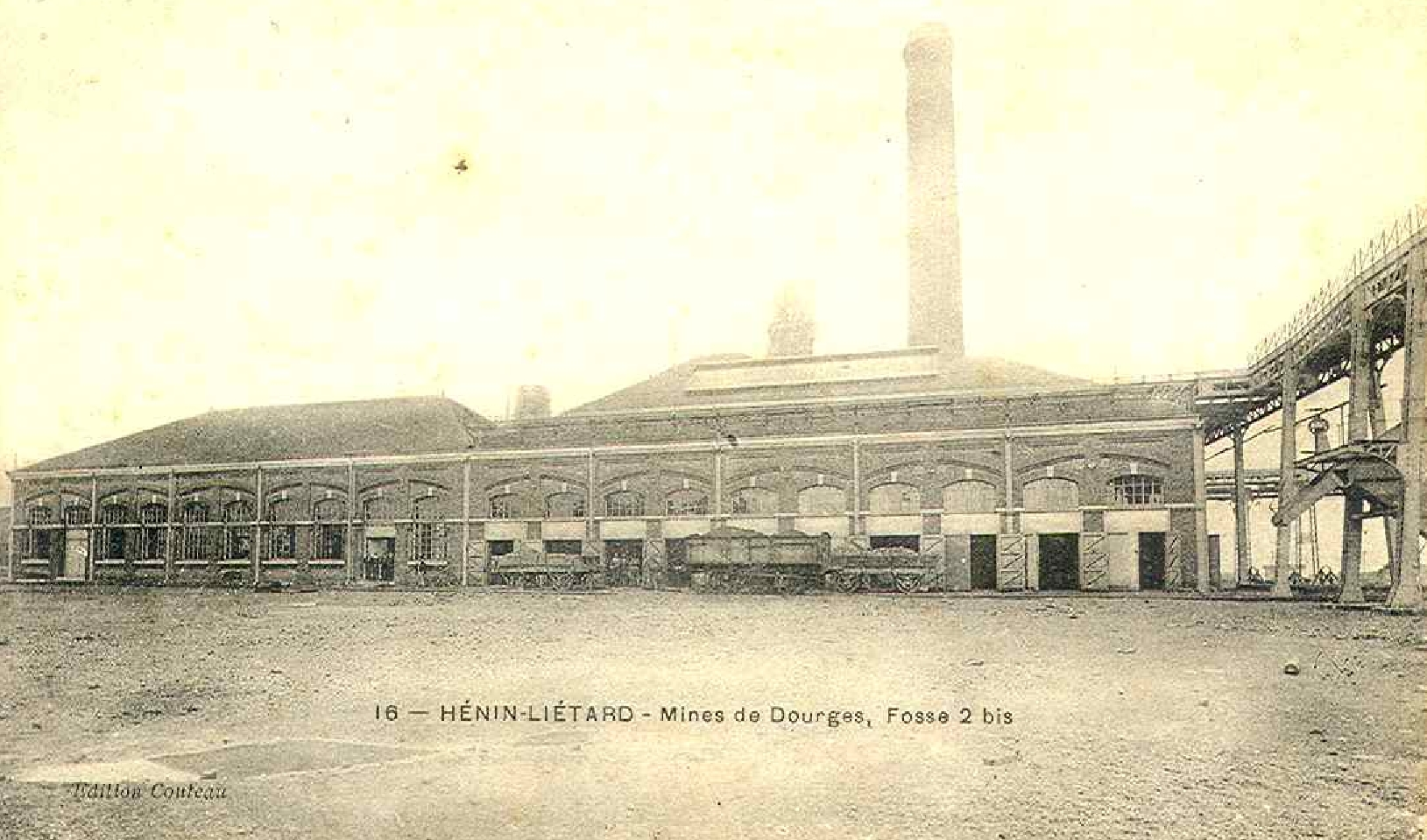
La fosse no 2 bis.

Le puits no 2 bis est entrepris à l'ouest du puits no 2 à Hénin-Beaumont, sur un autre carreau. L'extraction commence en décembre 1905. La fosse exploite les charbons gras de Dourges.
La fosse cesse d'extraire en 1970, le puits no 2 bis, profond de 758 mètres, est remblayé l'année suivante. Le chevalement est abattu en 1974. La tête du puits no 2 bis est matérialisée, ce qui permet sa surveillance par le BRGM.

### Fosseno3- 3 bis
Puits no 3
50° 24′ 53″ N, 2° 56′ 42″ E
1857 - 1957
Puits no 3 bis
50° 24′ 53″ N, 2° 56′ 37″ E
1892 - 1957

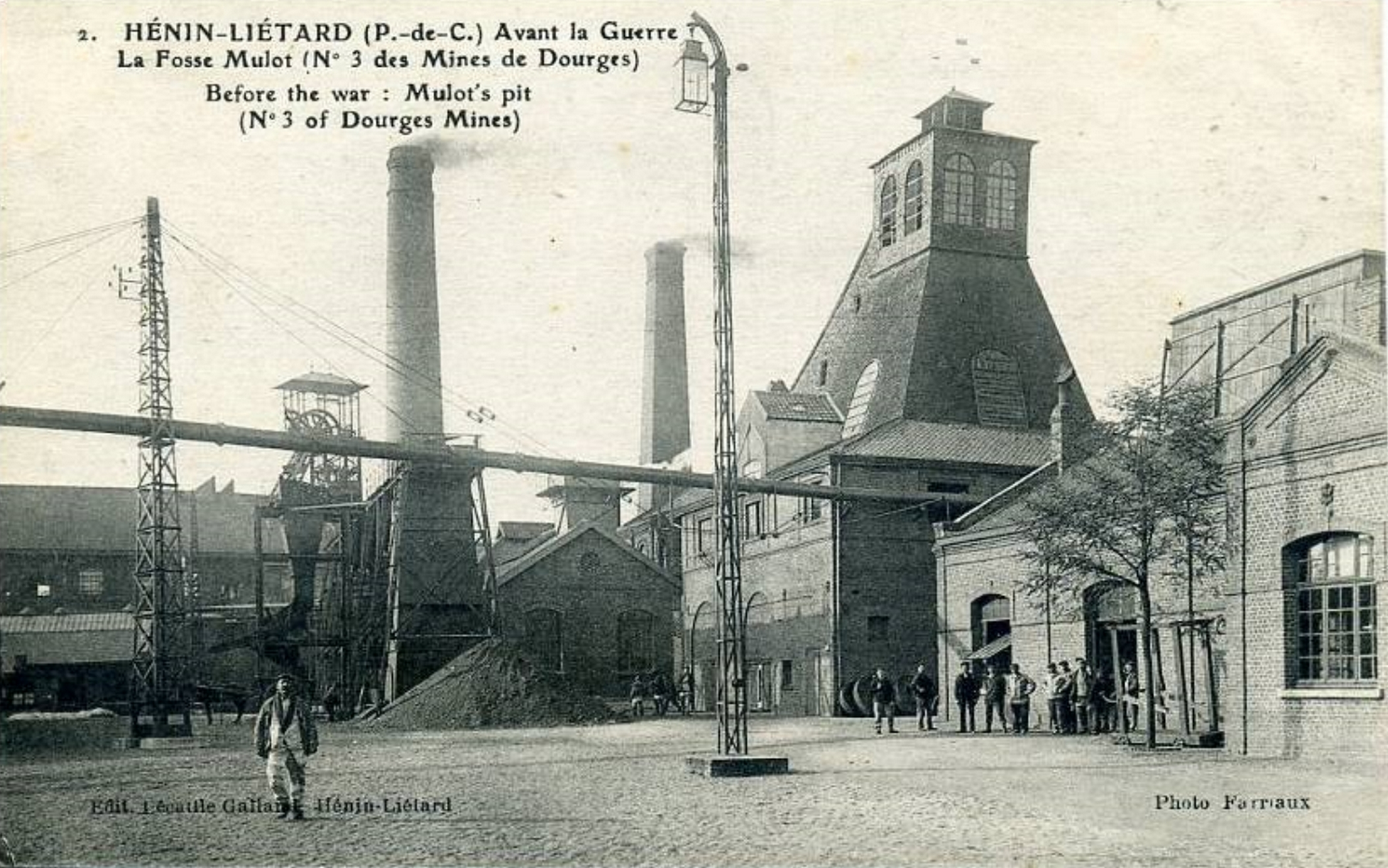
La fosse no 3 - 3 bis avant la guerre.

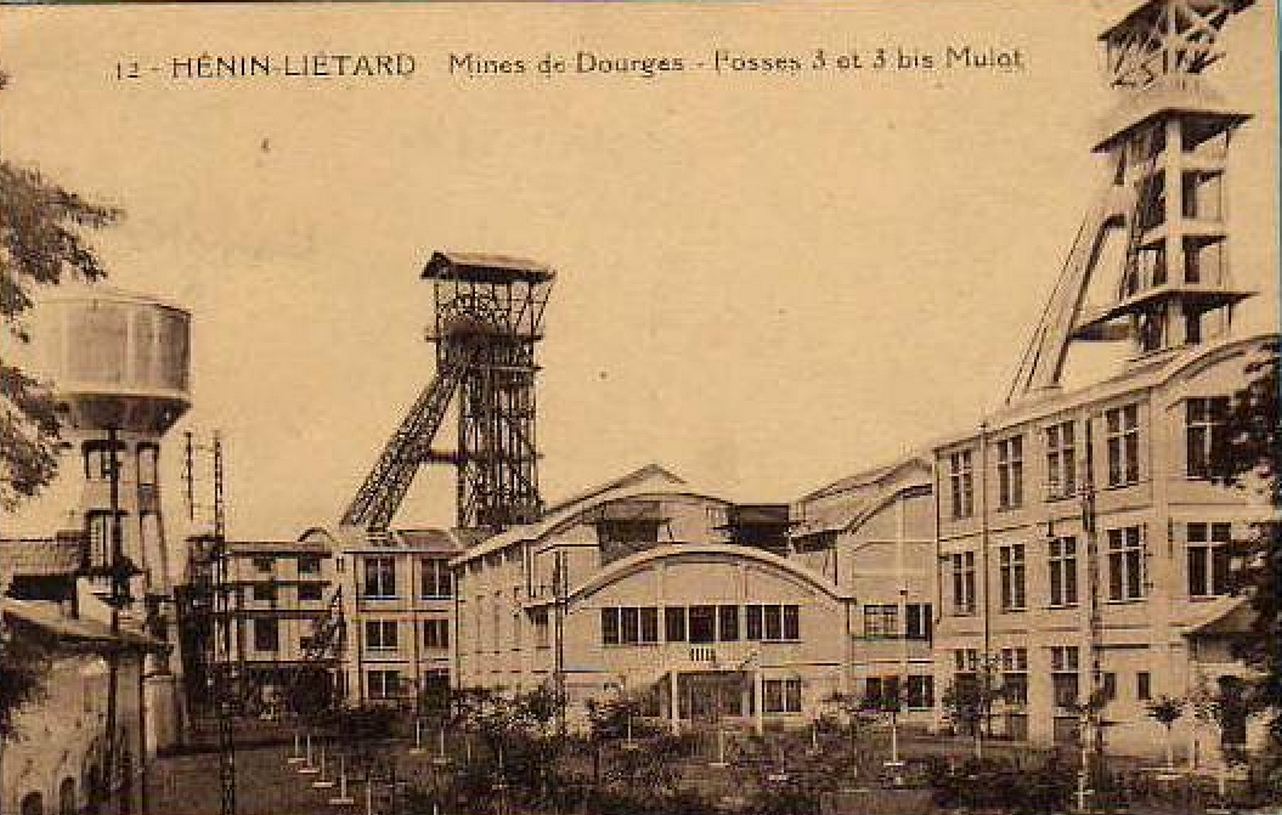
La fosse no 3 - 3 bis reconstruite.

La fosse no 2, ou Mulot, plus tard renumérotée no 3, est commencée en 1857 ou en septembre 1858 à Hénin-Beaumont. Le terrain houiller est atteint à 140 mètres. Le fonçage de ce puits, jusqu'à 250 mètres, a coûté seulement 196 098 francs. Les terrains sont irréguliers. La fosse est ouverte en 1861. Une galerie a été poussée au sud en dehors de la concession, elle est restée dans le terrain houiller, mais avec des allures tourmentées. Le puits est profond de 330 mètres. le puits no 3 bis est construit en 1892.
Les puits nos 3 et 3 bis, respectivement profonds de 608 et 662 mètres, sont remblayés en 1957. Les têtes des puits nos 3 et 3 bis sont matérialisées, ce qui permet leur surveillance par le BRGM.

### Fosseno4- 4 bis
Puits no 4
50° 24′ 48″ N, 2° 59′ 33″ E
1868 - 1962
Puits no 4 bis
50° 24′ 49″ N, 2° 59′ 34″ E
1906 - 1969

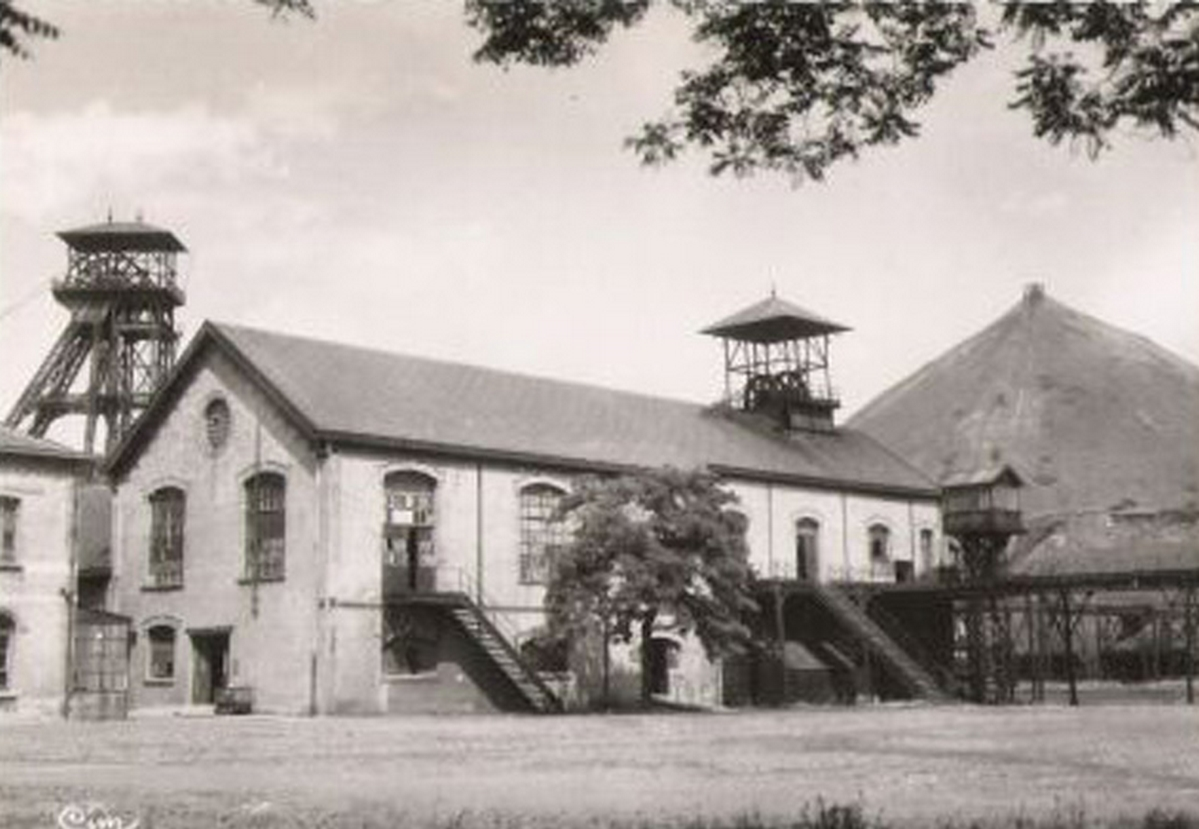
La fosse no 4 - 4 bis.

La fosse no 3, ou Hély d'Oissel, plus tard renumérotée no 4 est foncée en 1868 à Noyelles-Godault, puis suspendue et reprise en 1872, à cause de la guerre de 1870,. Le terrain houiller est atteint à 146 mètres. La fosse entre en exploitation en 1877. Le puits est profond de 276 mètres. Le chevalement et la salle des machines sont à l'intérieur d'un bâtiment, sans que le premier n'en dépasse, il s'agit d'un chevalement de type hangar,. Le puits no 4 bis est ajouté en 1906.
Le puits no 4, profond de 647 mètres, est remblayé en 1962. La fosse est fermée en 1969, date à laquelle le puits no 4 bis, profond de 846 mètres est remblayé. Les têtes des puits nos 4 et 4 bis sont matérialisées, ce qui permet leur surveillance par le BRGM.

### Fosseno5
50° 24′ 49″ N, 2° 58′ 29″ E
1876 - 1877
La fosse no 4, plus tard renumérotée no 5 est entreprise en 1876 à Noyelles-Godault. Le fonçage est provisoirement suspendu en 1877, mais n'a jamais été repris, le puits est resté à l'état d'avaleresse. La tête du puits no 5 n'est pas matérialisée, le puits n'est dont pas surveillé par le BRGM.

### Fosseno6Tonkin
50° 25′ 08″ N, 2° 55′ 54″ E
1885 - 1953

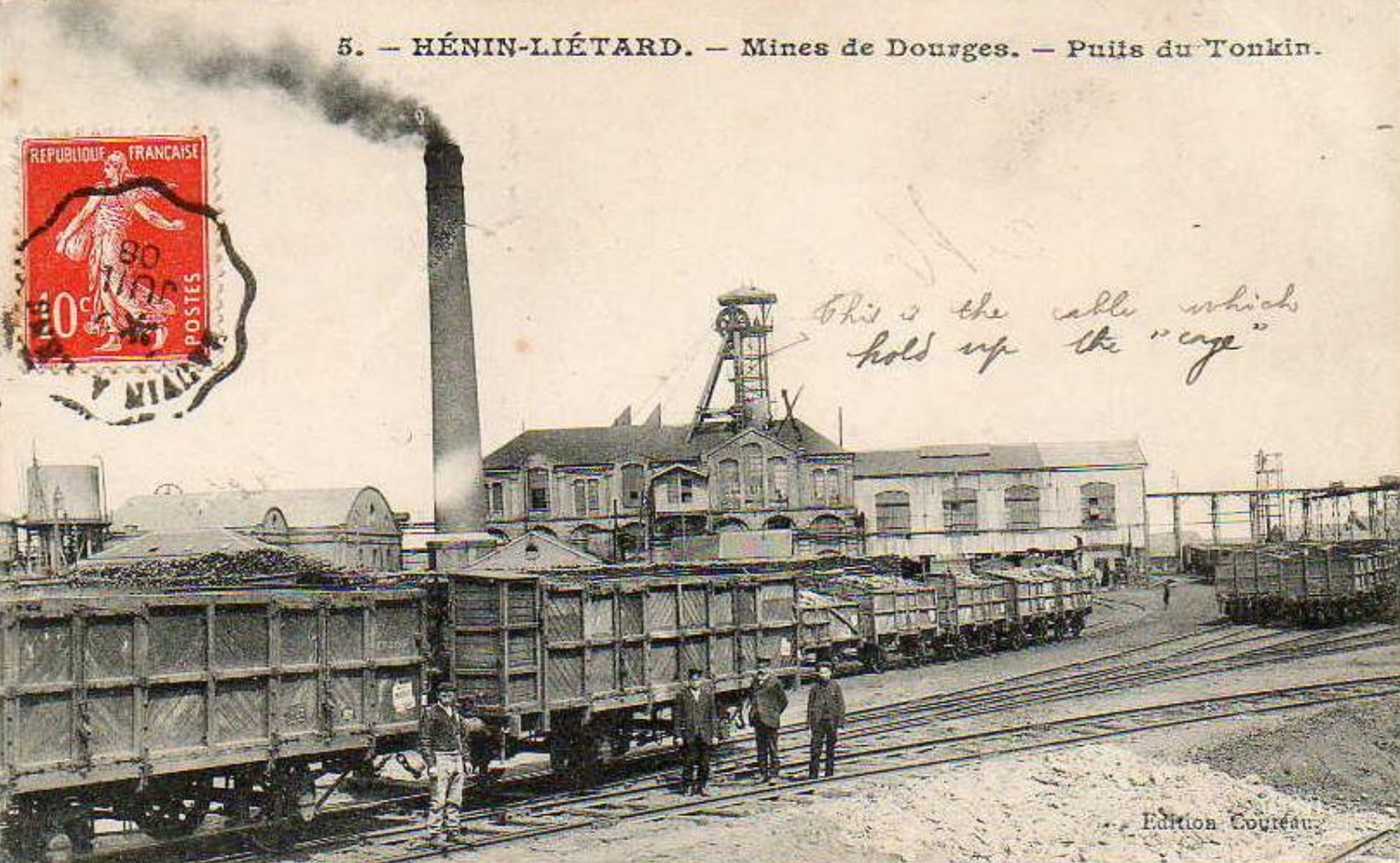
La fosse no 6 en 1908.

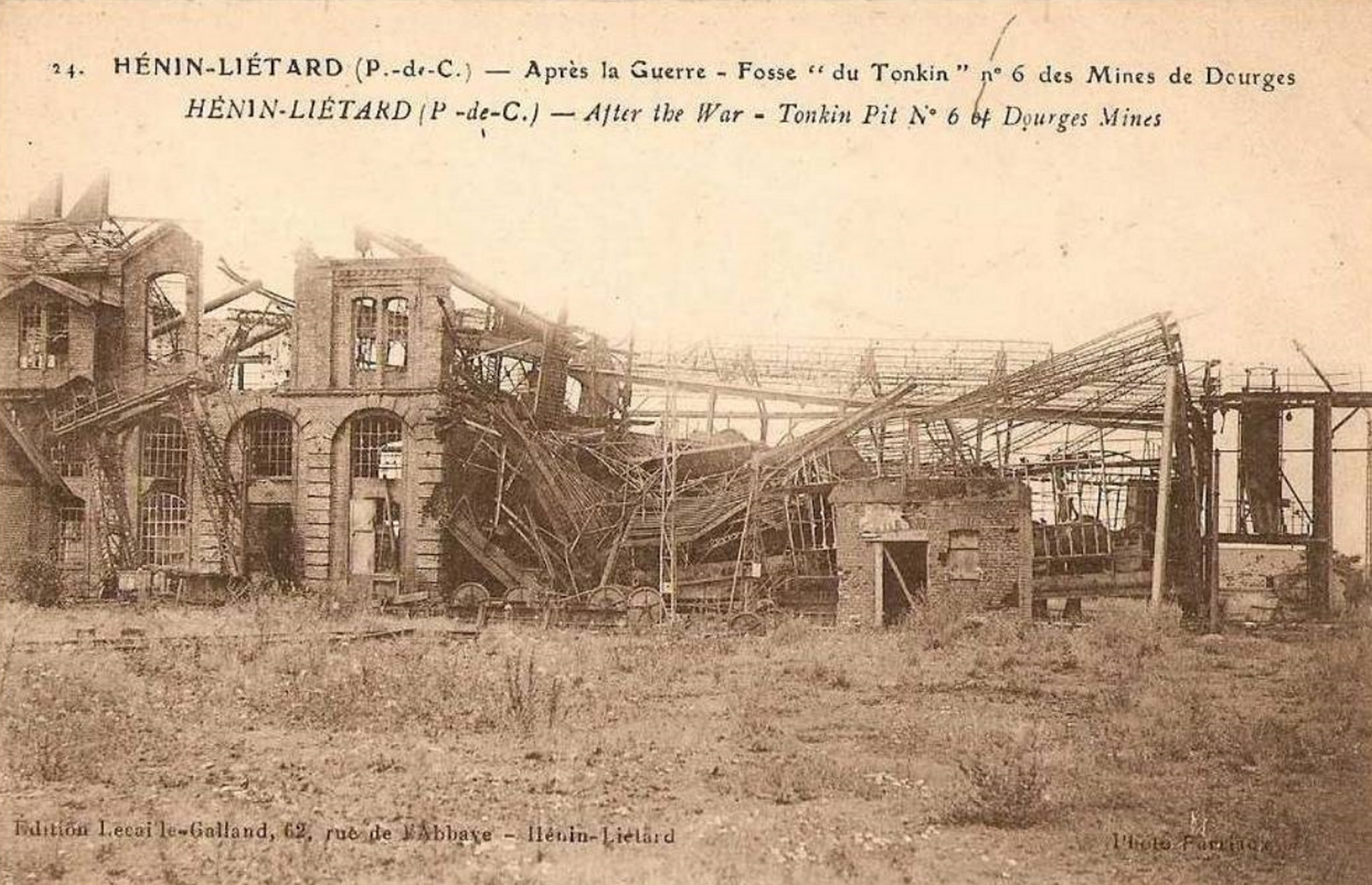
La fosse no 6 bombardée.

Les travaux du puits no 6 débutent en mai 1885 à Hénin-Beaumont. La fosse commence à produire en 1888.
L'extraction cesse en 1951. Le puits, profond de 457 mètres, est remblayé en 1953. La tête du puits no 6 est matérialisée, ce qui permet sa surveillance par le BRGM.

### Fosseno6bis Darcy
50° 24′ 44″ N, 2° 55′ 48″ E
1906 - 1977

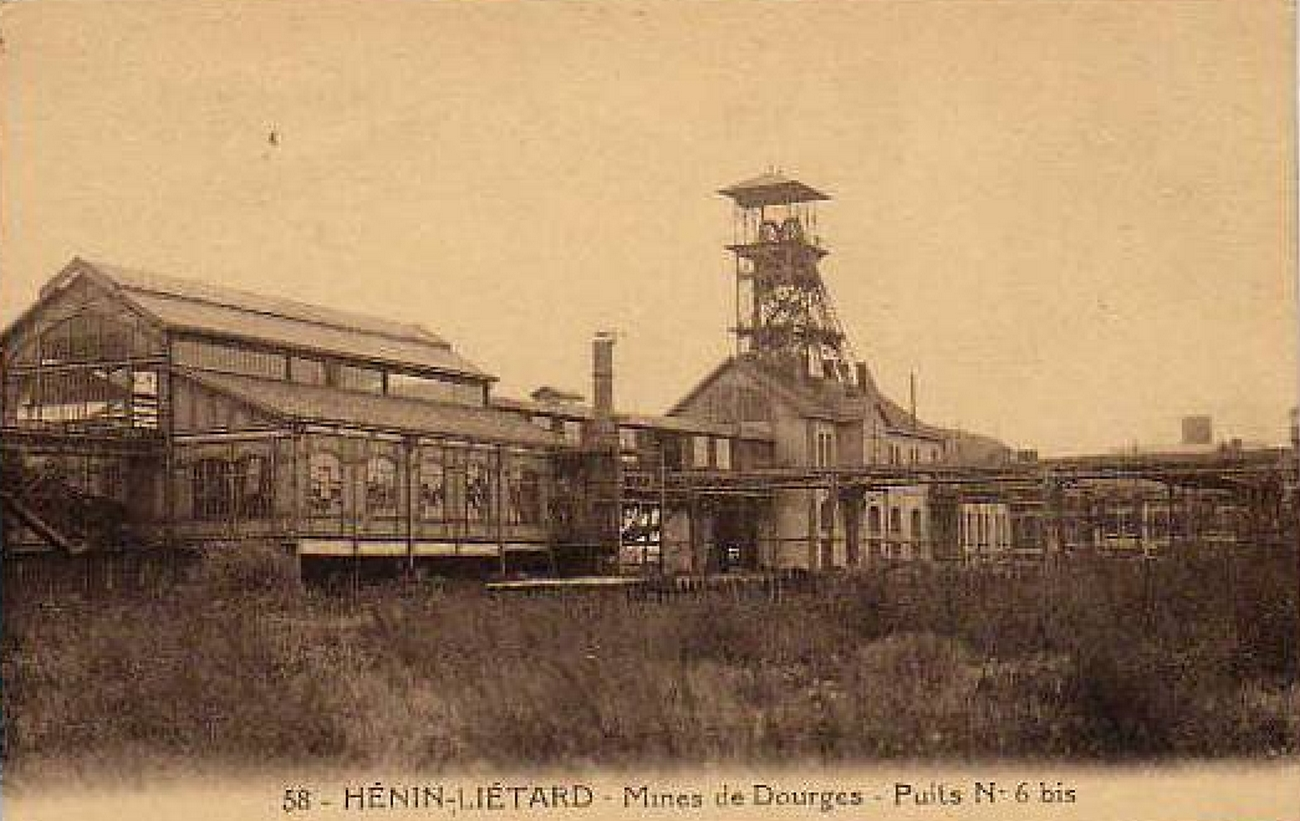
La fosse no 6 bis.

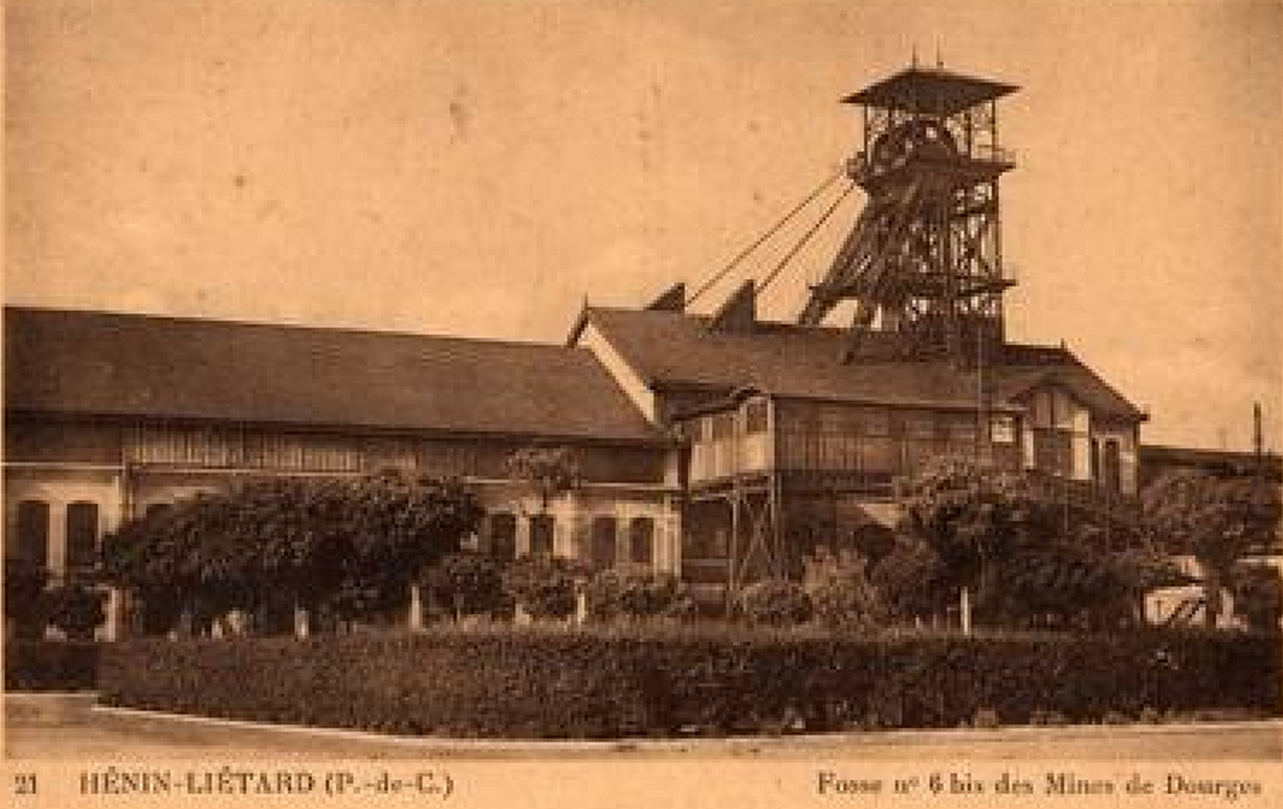
La fosse no 6 bis.

Le puits no 6 bis dit Darcy est commencé en 1906 à Hénin-Beaumont dans le but de servir à l'extraction.
L'extraction cesse la même année que la fosse no 6, en 1951, mais le puits, profond de 528 mètres, sert au retour d'air jusqu'en 1977, date à laquelle il est remblayé. La tête du puits no 6 bis est matérialisée, ce qui permet sa surveillance par le BRGM.
Terril no 105, 6 bis de Dourges Est

### Fosseno7- 7 bis Boisgelin
Puits no 7
50° 25′ 35″ N, 2° 56′ 21″ E
1894 - 1952
Puits no 7 bis
50° 25′ 34″ N, 2° 56′ 19″ E
1901 - 1955

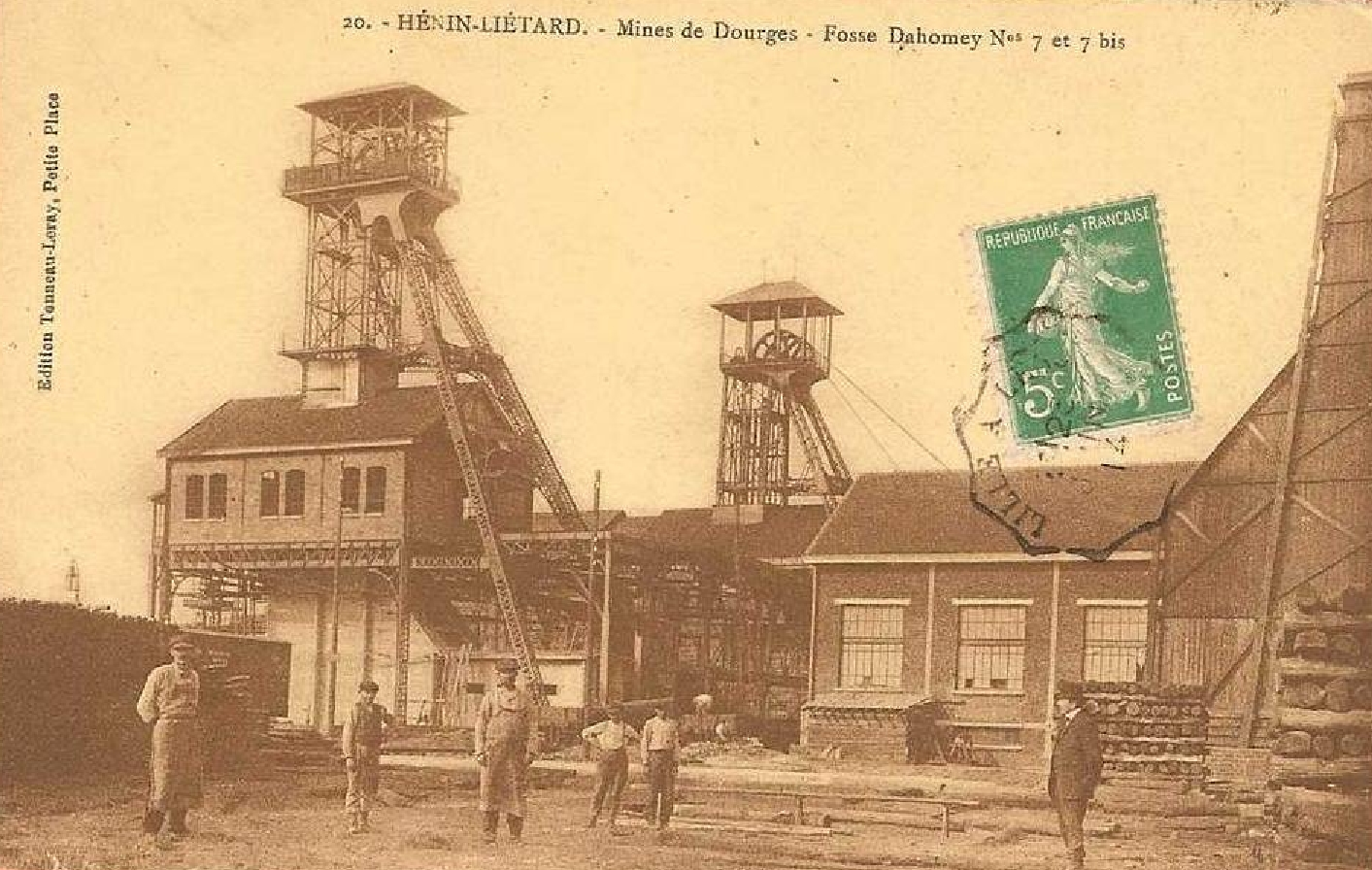
La fosse no 7 - 7 bis.

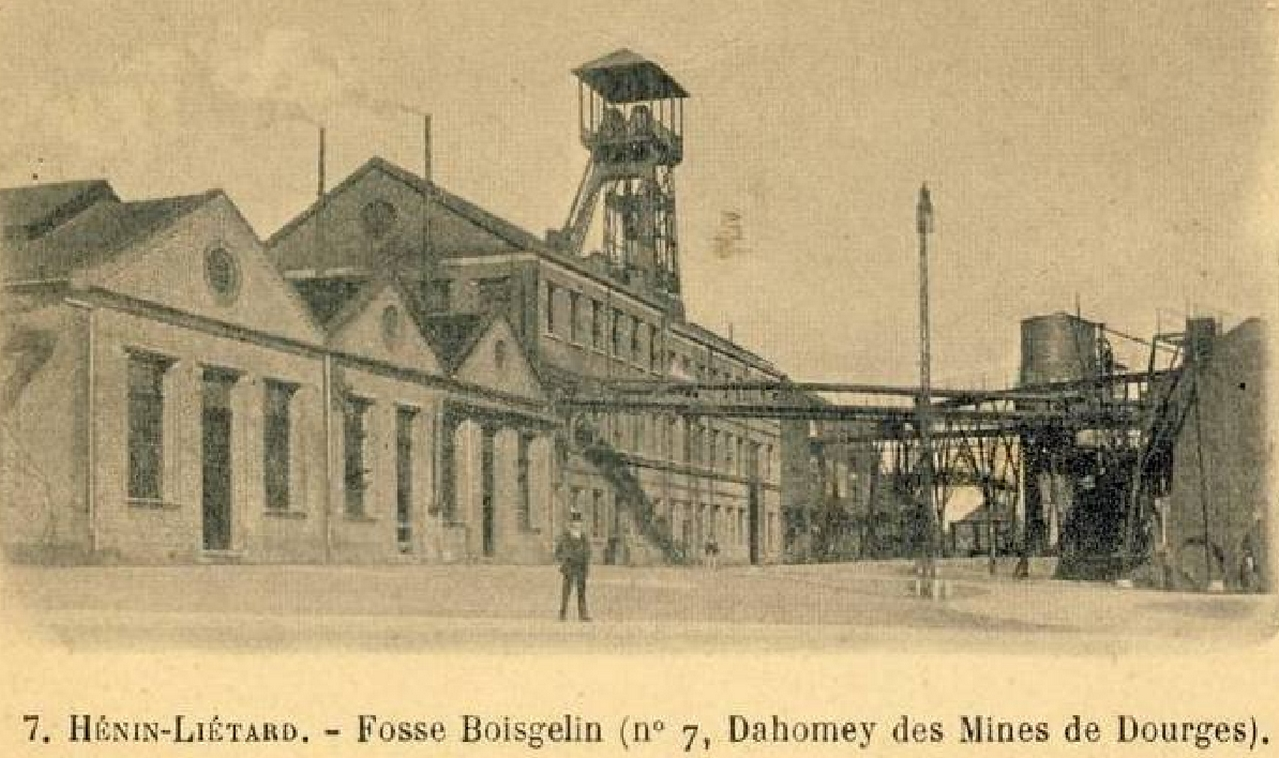
La fosse no 7 - 7 bis.

Le fonçage du puits no 7 commence à Montigny-en-Gohelle en juin 1894 et est terminé en 1898. le puits no 7 bis est terminé vers 1900 et assure l'aérage et l'extraction.
L'extraction cesse peu après la nationalisation en 1948. Le puits no 7, profond de 422 mètres, est remblayé en 1952 et le puits no 7 bis, profond de 718 mètres l'est quant à lui en 1955. Les têtes des puits nos 7 et 7 bis sont matérialisées, ce qui permet leur surveillance par le BRGM.

### Fosseno8- 8 bis Cornuault
Puits no 8
50° 26′ 17″ N, 3° 01′ 17″ E
1919 - 1991
Puits no 8 bis
50° 26′ 19″ N, 3° 01′ 19″ E
1923 - 1991

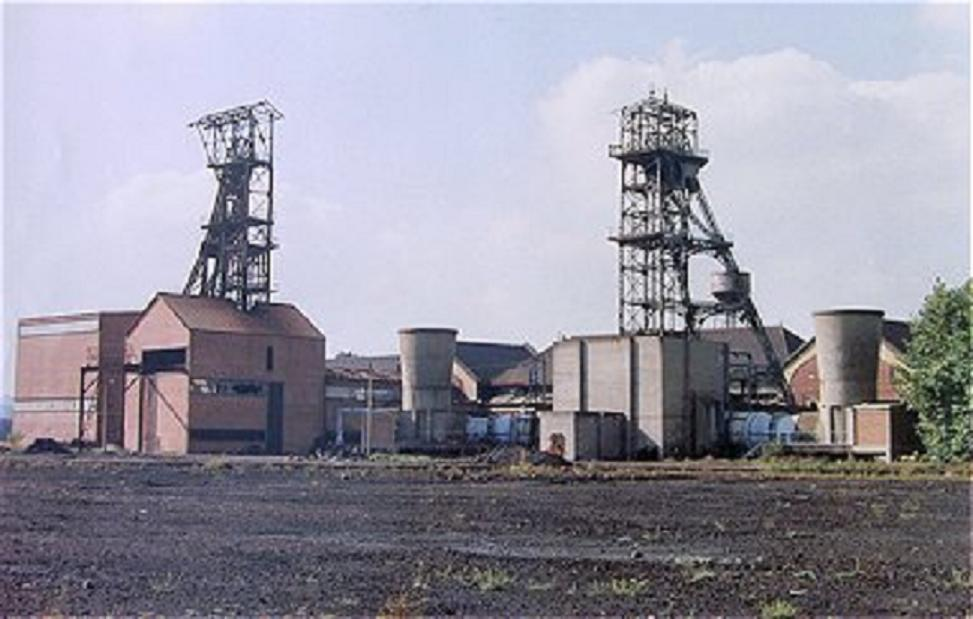
La fosse no 8 - 8 bis vers 1980.

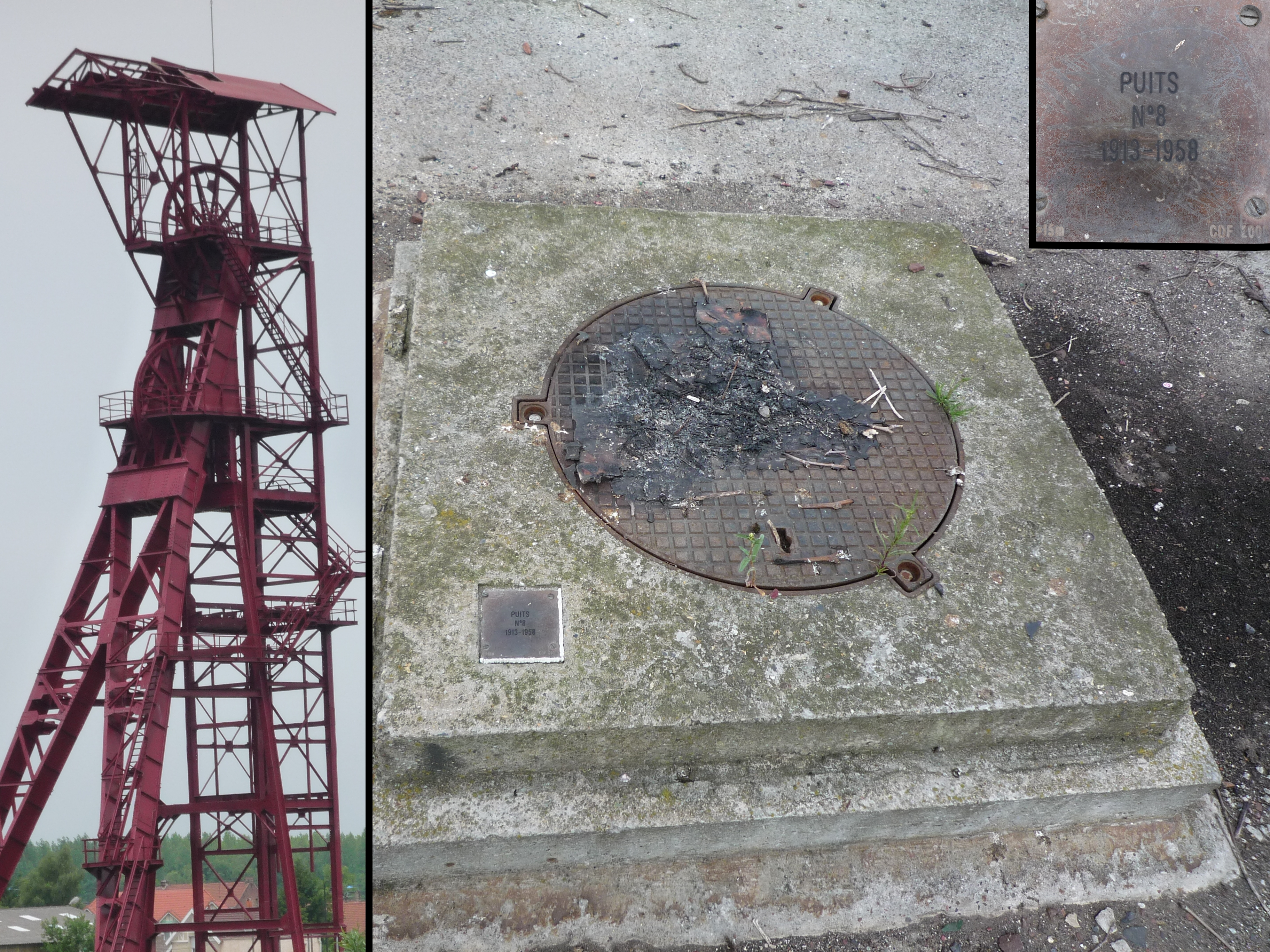
Le chevalement et la tête de puits matérialisée no 8.

Les travaux du puits no 8 à Évin-Malmaison commencent le 6 octobre 1919, le puits no 8 bis est fonce en 1923. La fosse commence à produire en 1924.
Lors de la nationalisation, la fosse no 8 - 8 bis, au même titre que la fosse no 9 - 9 bis, rejoignent le Groupe d'Oignies, alors que les fosses nos 2, 2 bis, 3 - 3 bis, 4 - 4 bis, 6, 6 bis et 7 - 7 bis rejoignent le Groupe d'Hénin-Liétard. Cela est dû au fait que les premières exploitent un gisement de charbons maigre, alors que les secondes exploitent un gisement de charbon gras.
Les puits nos 8 et 8 bis, respectivement profonds de 704 et 564 mètres, sont remblayés en 1991, date à laquelle est détruit le chevalement du puits no 8 bis. Celui du puits no 8 a été conservé. Les têtes des puits nos 8 et 8 bis sont matérialisées, ce qui permet leur surveillance par le BRGM.

### Fosseno9- 9 bis De Clerq Crombez
Puits no 9
50° 27′ 39″ N, 2° 59′ 13″ E
1930 - 1991
Puits no 9 bis
50° 27′ 41″ N, 2° 59′ 14″ E,
1930 - 1991

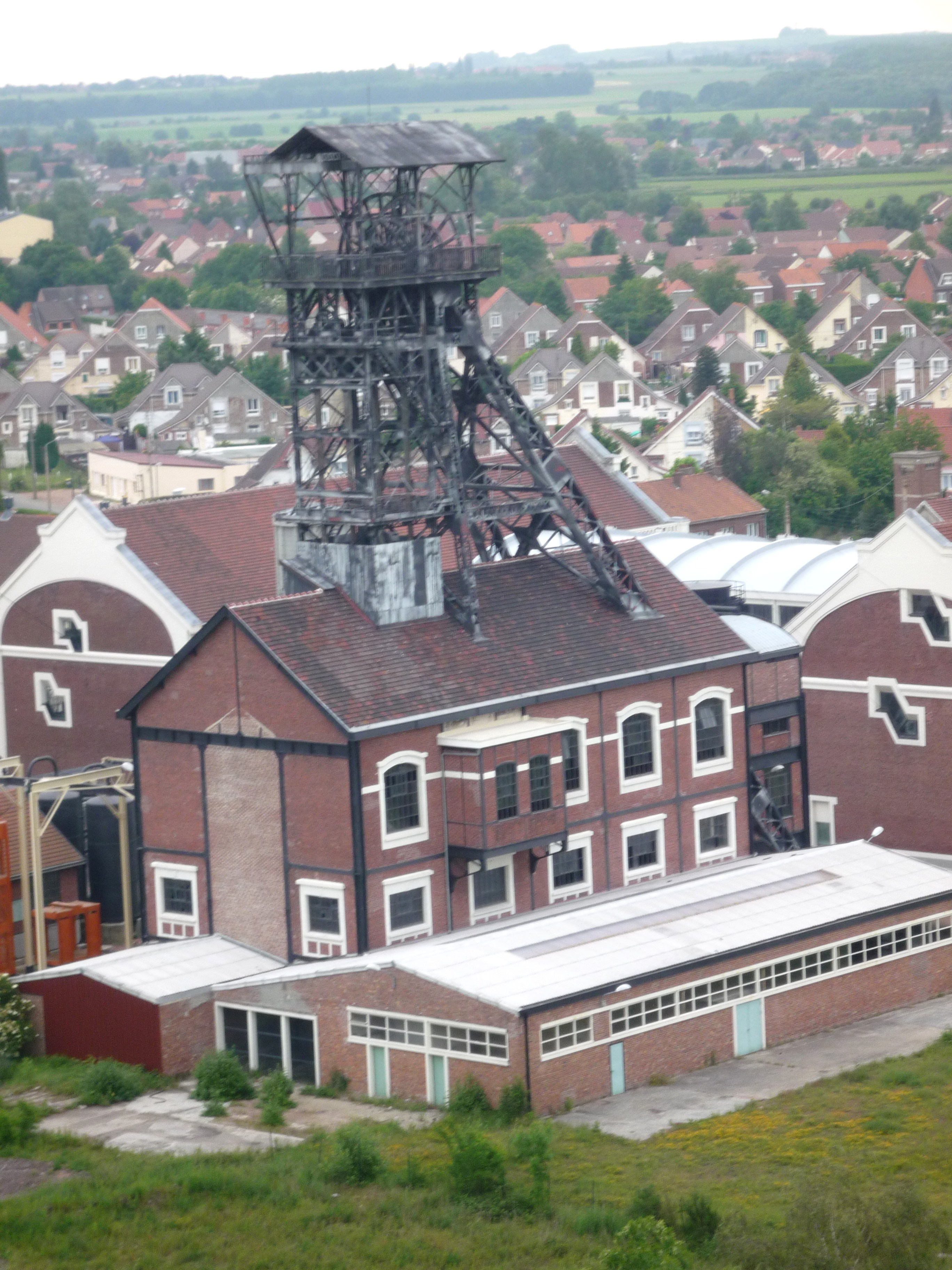
Le puits no 9 en 2009.

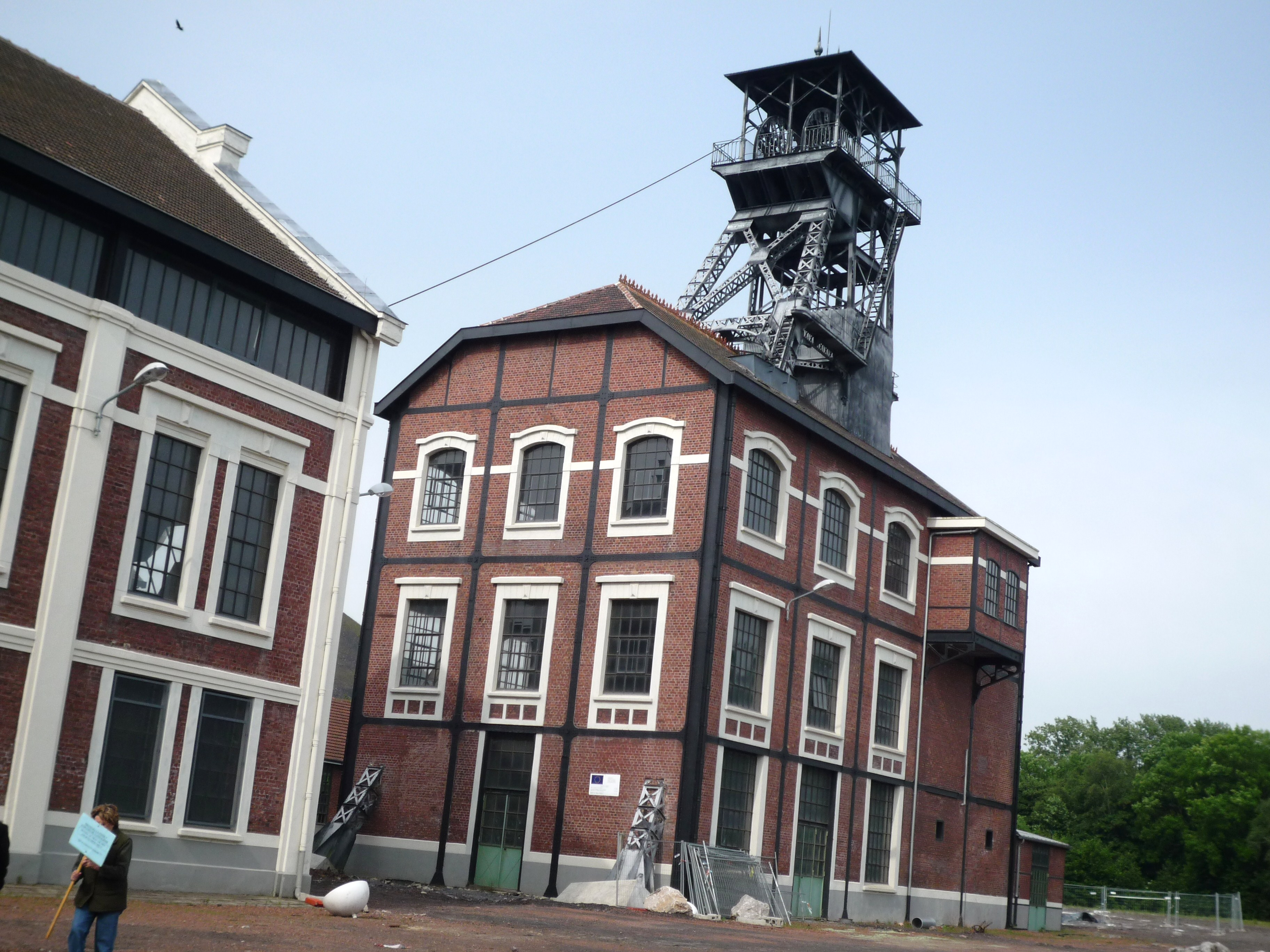
Le puits no 9 bis en 2009.

Le puits no 9 est commencé le 16 février 1930 à Oignies, le puits no 9 bis le 1er août. Le puits no 9 assure l'aérage, tandis que le puits no 9 bis assure l'aérage et l'extraction.
La dernière berline de gaillettes remonte le 21 décembre 1990. Les puits nos 9 et 9 bis, respectivement profonds de 828 et 579 mètres, sont remblayés en 1991 et le carreau de fosse a été conservé. Les têtes des puits nos 9 et 9 bis sont matérialisées, ce qui permet leur surveillance par le BRGM.

### Fosseno10
50° 27′ 13″ N, 2° 58′ 38″ E
1956 - 1991

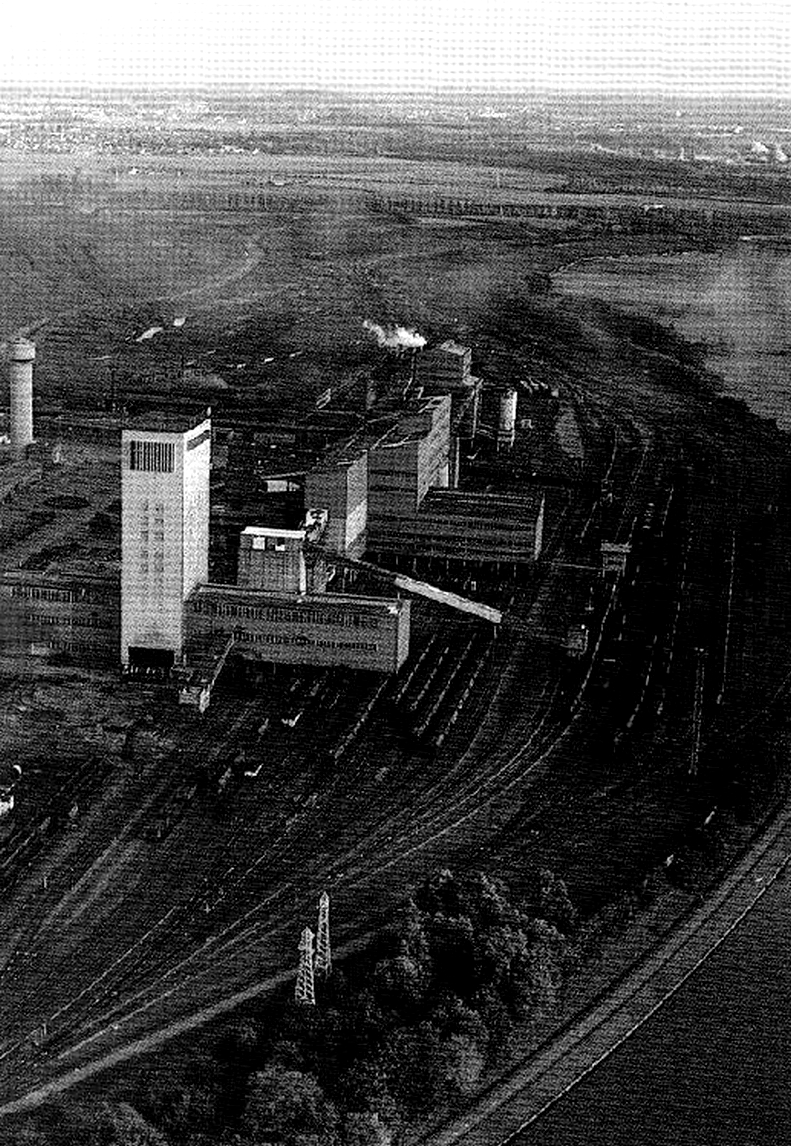
La fosse no 10.

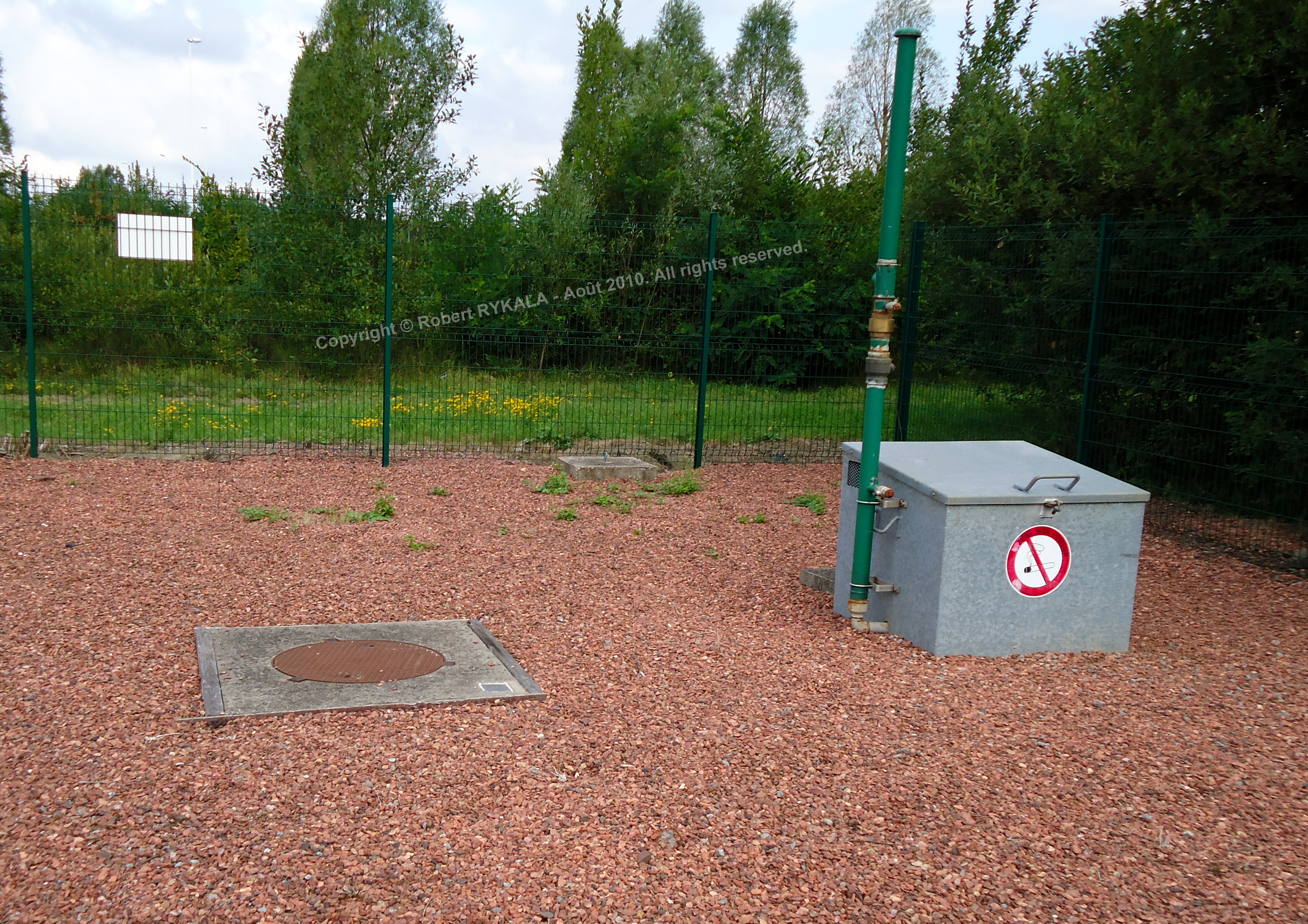
La tête de puits matérialisée no 10 et l'exutoire de grisou.

Le puits no 10 du Groupe d'Oignies est un puits de concentration creusé après la nationalisation, sur la concession de la Compagnie des mines de Dourges. Il est implanté sur le territoire de Dourges près de la Deûle.
Le puits no 10, profond de 848 mètres, est remblayé en 1991, la tour est abattue en 1992. La tête du puits no 10 est matérialisée, ce qui permet sa surveillance par le BRGM.

## Les usines
La Compagnie des mines de Dourges possède :
- une centrale thermique à Hénin-Liétard,
- un lavoir à Hénin-Liétard,
- une cokerie à Hénin-Liétard,
- des bureaux centraux et ateliers centraux à Hénin-Liétard.